# Mury miejskie w Tarnowie
Mury miejskie w Tarnowie – ciąg murów miejskich wraz z budowlami o charakterze obronnym (basztami, bastejami oraz bramami), otaczający niegdyś obszar Tarnowa (obecnie część Starówki). Zespół tarnowskich obwarowań powstał prawdopodobnie w XIV wieku, a następnie był wielokrotnie modernizowany i rozbudowywany (m.in. w XVI wieku). W wyniku kryzysu, który miał miejsce w mieście w XVIII wieku, przestarzałe już fortyfikacje zaczęły popadać w ruinę, co było przyczynkiem do ich likwidacji, rozpoczętej około 1790 roku i zakończonej na początku XIX wieku. Do dzisiejszych czasów zachowały się krótkie odcinki dawnych fortyfikacji.

## Historia

### Powstanie
Mury miejskie w Tarnowie zostały wzniesione prawdopodobnie niedługo po lokacji miasta, przypuszczalnie przed połową XIV wieku. Wiek murów potwierdzają m.in. rozmiary cegły znajdującej się w najstarszych zachowanych fragmentach, różnej od późniejszych elementów. Prawdopodobnie, zważywszy na wiek ich wzniesienia, murowane fortyfikacje były pierwotnymi umocnieniami miasta. Według Józefa Dutkiewicza miejskie obwarowania mogły być zbudowane z funduszu ówczesnego właściciela miasta Spycimira z Melsztyna.

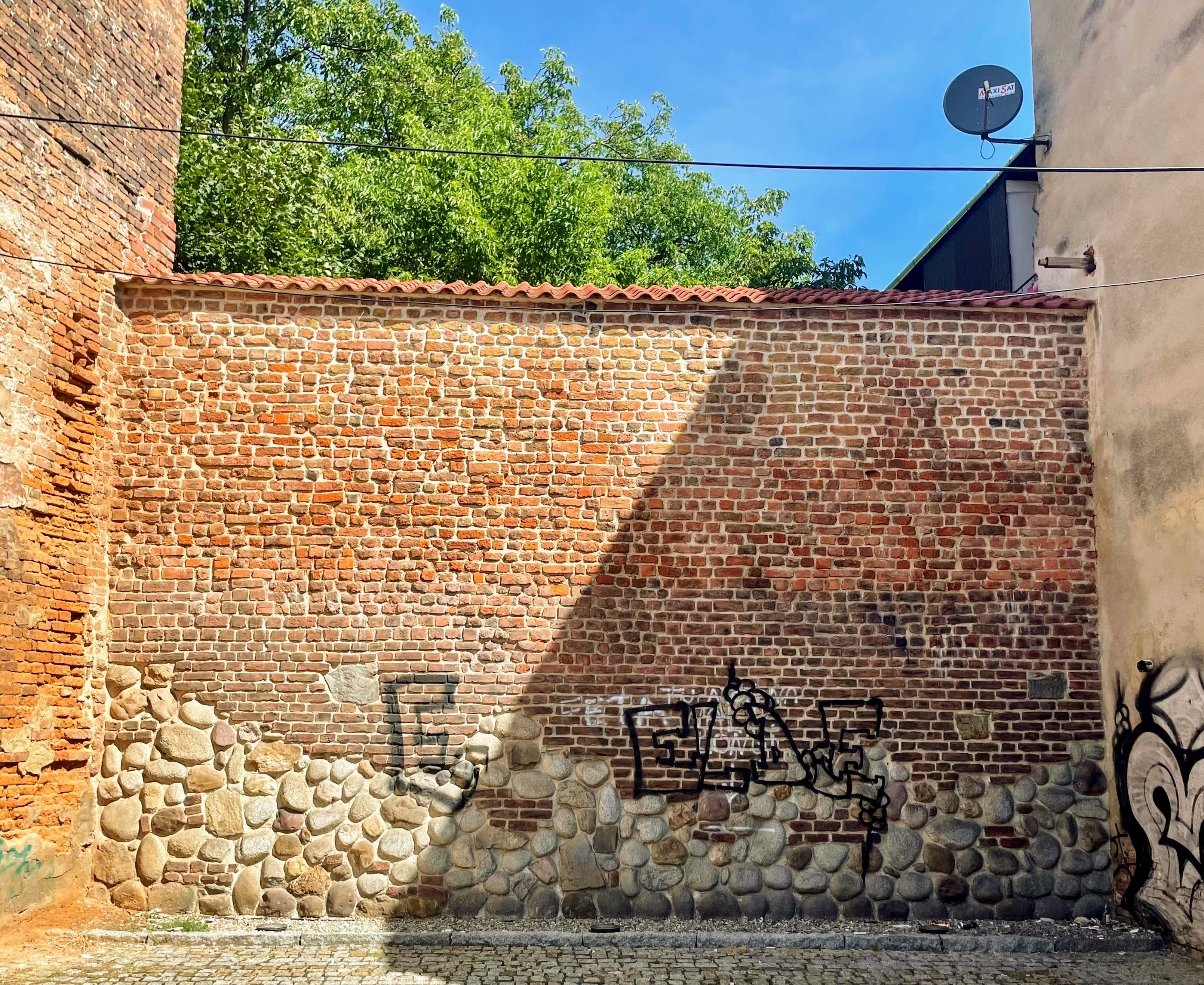
Fragment muru przy ul. Taras

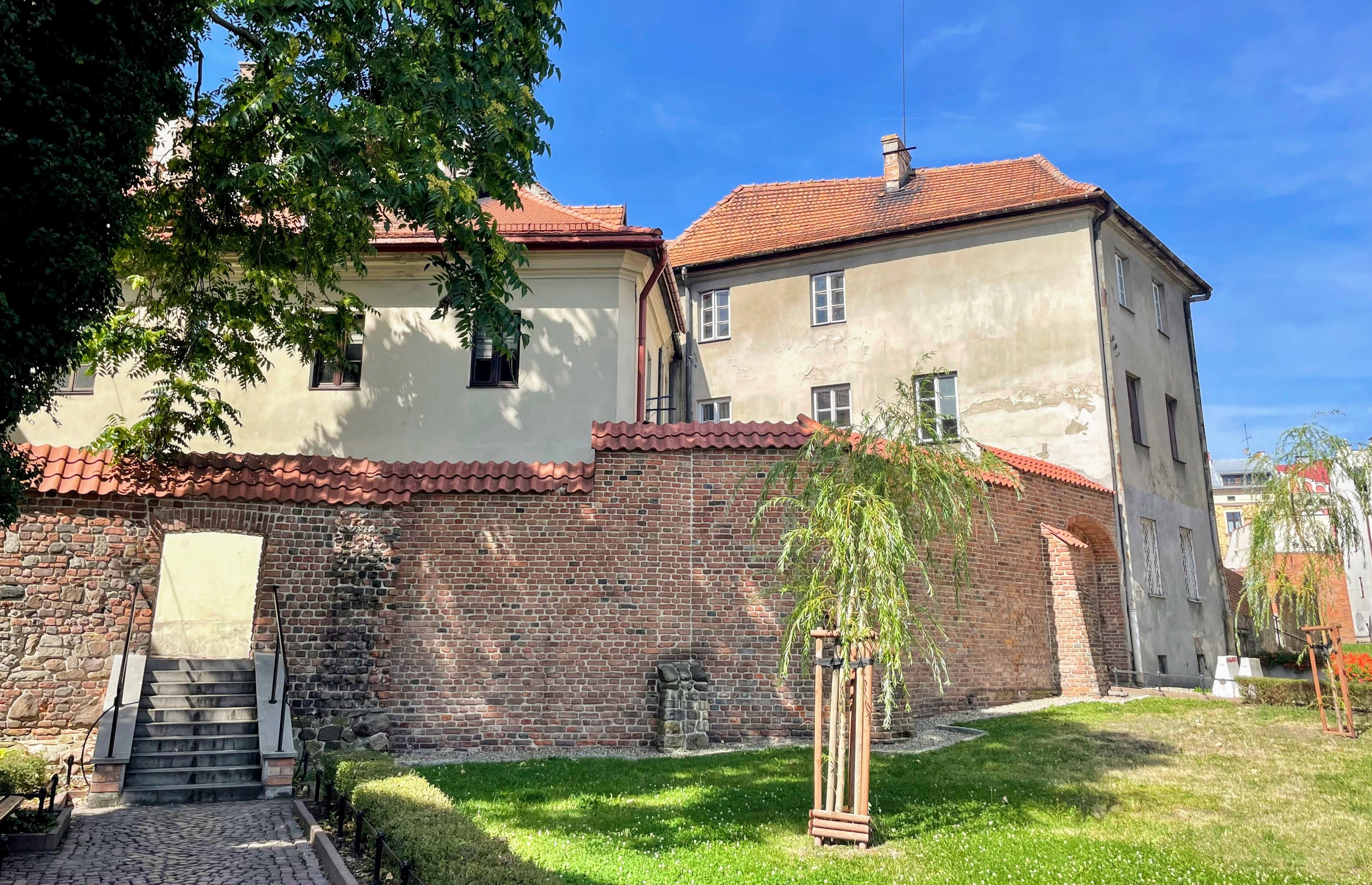
Widok na fragment murów miejskich w rejonie pomnika Józefa Bema

Pierwsze pisemne wzmianki o istnieniu murów miejskich w Tarnowie pochodzą z 1448 roku, kiedy wzmiankowano go jako od dawna istniejący. W 2 poł. XV wieku, ze względu na konieczność przystosowania umocnień do walk z pomocą broni palnej oraz być może w związku z najazdem węgierskim, podczas którego miasto zostało zdewastowane, fortyfikacje rozbudowano, uzupełniając je o wał ziemny. Przypuszczalnie wał ów nie opasywał całego systemu obronnego; prawdopodobnie brał swój początek w okolicach bramy Pilzneńskiej, kończąc się przy bramie Krakowskiej, lub dochodząc do ul. Wielkie Schody, obejmując swoim zasięgiem północny odcinek obwarowań oraz być może fragment odcinka południowego. Jest również prawdopodobne, że w wyniku budowy wału w murze wykonano nowe furty i częściowo przebudowano niektóre baszty i koronę muru, a między wałem a murem pojawiła się droga będąca poprzedniczką uliczki późniejszego międzymurza. Umocnień najprawdopodobniej nie rozbudowano wówczas po wschodniej i południowej części systemu obronnego, o czym prawdopodobnie zadecydowało naturalne ukształtowanie terenu (będące stromym stokiem, ubezpieczonym zalaną fosą oraz wcześniej korytem potoku Wątok) stwarzające dobre warunki do obrony. W okresie pomiędzy 1468 rokiem, a przełomem wieków XV i XVI, południowo-wschodni fragment obwarowań został dodatkowo wzmocniony dzięki dobudowaniu do narożnika murów miejskich otoczonego własnymi obwarowaniami zespołu klasztornego bernardynów, który umożliwiał obronę flankową części fortyfikacji nieposiadających wału.

### XVI i XVII wiek

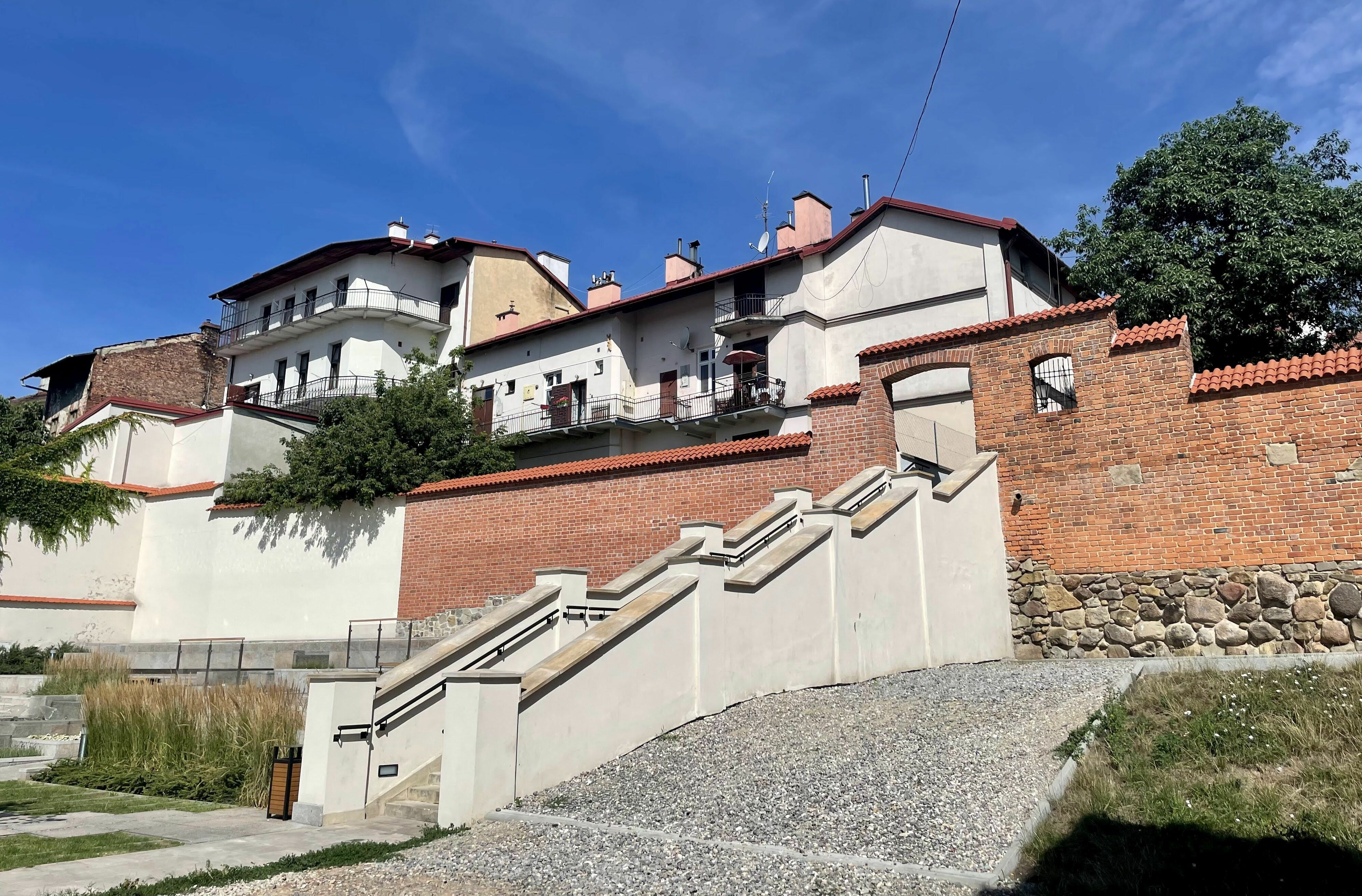
Mury miejskie i furta zwana Małe Schody

Cały system obronny miasta przebudowany został w latach 1513–1544 w okresie narastającego poczucia zagrożenia agresją turecką. Od 1514 roku prace były współfinansowane i nadzorowane przez Jana Tarnowskiego – ówczesnego właściciela Tarnowa, wybitnego znawcy sztuki fortyfikacji. Rozbudowa murów polegała między innymi na podwojeniu ich linii za pomocą wzniesionego na wałach przedmurza (łac. antemurale; wzdłuż obecnej ul. Wałowej oraz prawdopodobnie ul. Targowej) i wzmocnieniu go pięcioma basztami lub bastejami wieżowymi. Wybudowanie przedmurza wynikało także z rozwoju zabudowy miejskiej. Przebudowano wówczas również bramy: Krakowską (1521 r.) i Pilzneńską (1519 r.). W 1520 roku wskutek podmycia wodą zawaliła się część murów przedmurza, w wyniku czego jego fragment od podstaw przebudowano. W tym samym czasie miała miejsce przebudowa północnego fragmentu muru wewnętrznego, w którym przypuszczalnie zmieniono formy urządzeń obronnych i strzelnic, oraz który został przy tym w niektórych miejscach przelicowany. Później, w latach 30. XVI wieku wzmocniono jeszcze, a w niektórych miejscach całkowicie przebudowano południowy odcinek muru. Równolegle rozbudowana została także zalana wodą fosa. Od 1544 roku w zapisach ksiąg miejskich nie pojawiały się już wydatki na prace budowlane; od 1537 roku zaczęły natomiast występować wydatki na saletrę i proch, co świadczyło o uzbrajaniu ukończonych odcinków fortyfikacji. Rozbudowa systemu obwarowań była finansowana przez radę miejską za pomocą środków zarówno przekazywanych od właścicieli miasta, jak i częściowo, prawdopodobnie z pieniędzy pochodzących z miejskiej kasy.

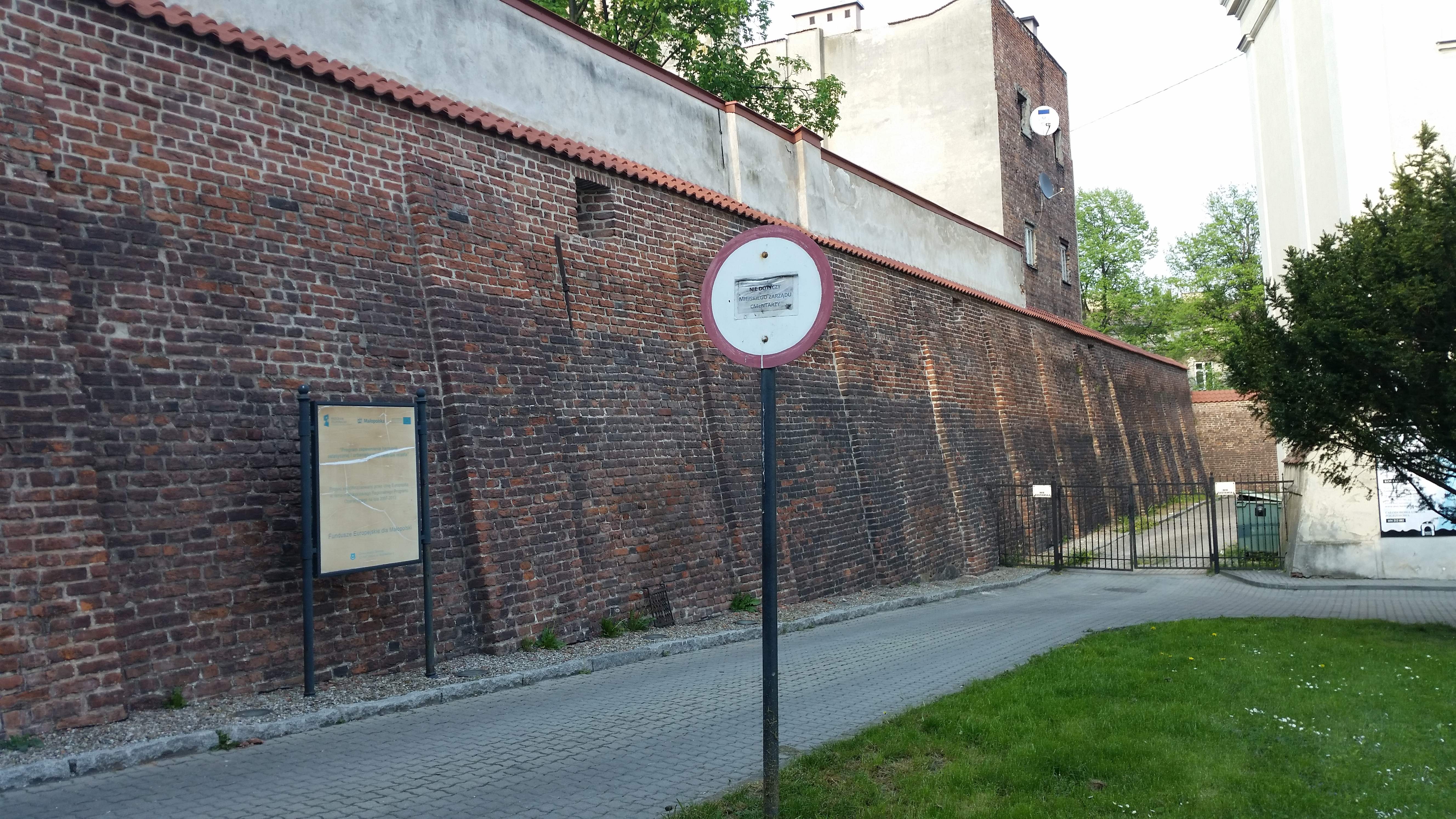
Mur przy ulicy Szerokiej

W związku z przedsięwzięciem budowy murów rada miejska zorganizowała niebagatelne zaplecze budowlane. Miejska cegielnia w czasie prac na murach bezustannie prowadziła produkcję cegieł, a w przypadku większego zapotrzebowania posiłkowano się organizując tymczasowe miejsca produkcji budulca. Kamień polny użyty do budowy dolnych części murów sprowadzano do miasta z okolicznych wsi; podobnie przywożono i w pobliskim Skrzyszowie łamano bloki piaskowca ciężkowickiego. Prace przy budowie prowadziło kilkunastu wykonawców, część ściągała na budowę spoza miasta.
Przypuszczalnie poszczególne fragmenty murów wraz z infrastrukturą obronną były przydzielane miejskim cechom, jednak informacje o przydziałach, jak i nazwach baszt pochodzących od nich (z wyjątkiem jednej wzmianki o baszcie sukienników) nie zachowały się do współczesności.
W wyniku XVI-wiecznej rozbudowy tarnowski system obronny został znacznie wzmocniony. W skład umocnień miejskich wchodziło w sumie 9 bądź 10 baszt lub bastei, 4 bramy miejskie (2 główne i 2 tzw. mniejsze) oraz niedookreślona liczba umocnionych furt (prawdopodobne było ich około dziesięciu). Dzięki unowocześnieniu systemu obronnego, Tarnów należał wówczas do najmocniej ufortyfikowanych miast południowej Polski.
Pod koniec XVI wieku, gdy miasto przeszło w ręce Ostrogskich, umocnienia utrzymywano w dobrym stanie i konserwowano na polecenie nowych właścicieli. W latach 1567–1569 i 1574–1576 na reperację i konserwację murów przeznaczano część miejskich dochodów. W pierwszej połowie XVII wieku miasto na własny rachunek naprawiało umocnienia. Jednocześnie starano się utrzymywać dobry stan uzbrojenia obwarowań, w związku z czym w 1620 roku w klasztorze Bernardynów umieszczono 2 armaty.

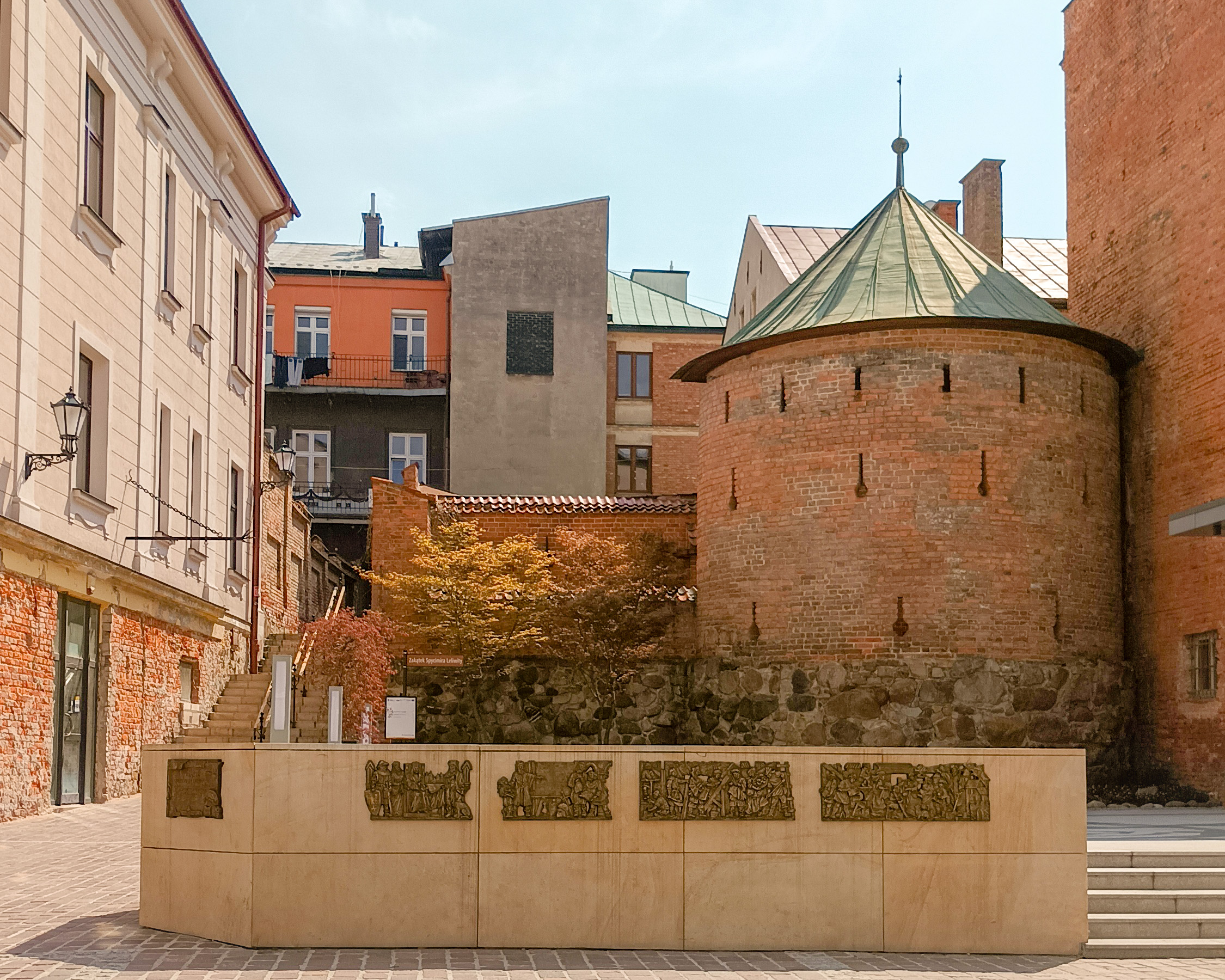
Widok na skwer z XVI-wieczną basteją

W 1644 roku wizerunek tarnowskich murów miejskich znalazł się na rysunku drzewa genealogicznego rodu Tarnowskich. Na ilustracji przedstawiono panoramę miasta z południa, z widoczną bramą miejską znajdującą się w wieży oraz z dwoma liniami blankowanego muru; dzieło to nie jest jednak w pełni wiarygodne. W latach 1648–1651 na tarnowskich obwarowaniach przeprowadzono kolejne większe prace, kiedy to w wyniku decyzji księcia Władysława Dominika Zasławskiego-Ostrogskiego władze miejskie zostały zobligowane do naprawy murów, a mieszkańcy hrabstwa tarnowskiego do sypania wałów. Nieznany jest zakres prac, przypuszczalnie nie rozbudowywano wówczas istniejących umocnień o nowe budowle. Roboty poczyniono wówczas ze względu na obawy związane z powstaniem kozackim na Ukrainie.
W 1655 roku do Tarnowa dotarli Szwedzi, którzy napotkawszy otwarte bramy, wymusili na mieście okup. W tym samym roku umocnienia powstrzymały maruderów wojsk kwarcianych przed wdarciem się do miasta i ograbieniem go. Niedługo później jednak do miasta po raz kolejny weszły oddziały szwedzkie, ponownie wymuszając okup i grabiąc miasto.

### Schyłek

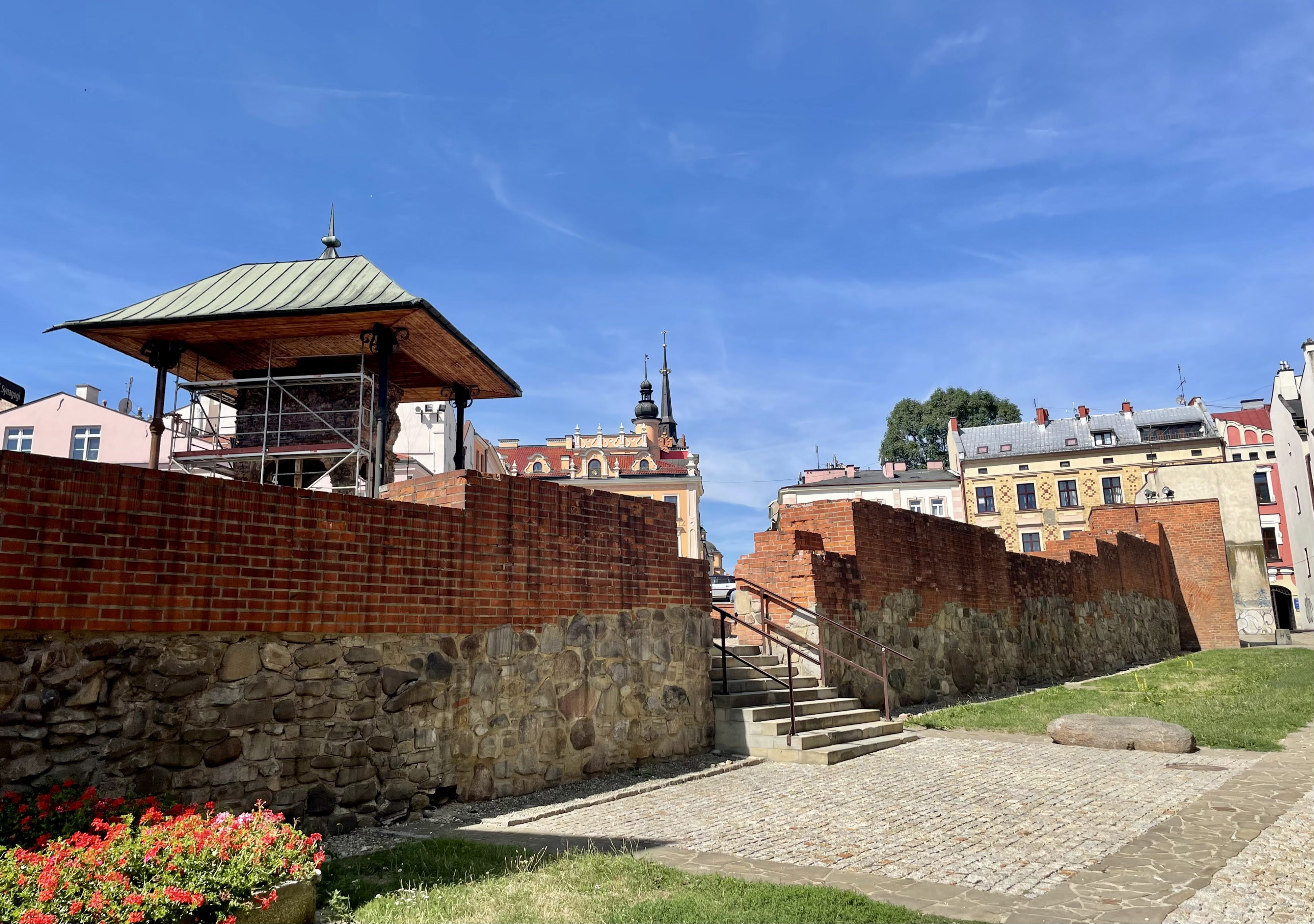
Fragmenty murów w rejonie ulicy Wąskiej

Co najmniej do końca XVII wieku fortyfikacje starano się utrzymywać w dobrym stanie, jednak postępująca dalsza rozbudowa terenów podmiejskich i miasta, działała na niekorzyść systemów obronnych. W związku z rozrastaniem się miasta od XVI wieku mury miejskie zaczęły być zabudowywane, a działania te rozpoczęły się przy murach wewnętrznych obok tarnowskiej katedry (aczkolwiek np. zlokalizowany tam dom Mikołajowski na żądanie władz miejskich posiadał korytarz dający dostęp do murów). Z biegiem lat proceder ten narastał, a właściciele miasta próbowali się mu przeciwstawiać, nie wiadomo jednak z jakim skutkiem. Zabudowywano m.in. część ulicy podmurnej, mającej zapewniać swobodny dostęp do murów. Pod koniec XVII wieku tarnowski system obronny, przy szybkim rozwoju techniki wojskowej, był już przestarzały. Ostatnie prace naprawcze przy miejskich obwarowaniach zostały odnotowane w latach 80. XVII wieku, kiedy to naprawiono spalone nakrycia murów oraz wały obronne.
W wyniku XVIII-wiecznego kryzysu definitywnie zaprzestano naprawy i konserwacji przestarzałych obwarowań. Jak podawano w lustracji z 1754 roku, tarnowskie fortyfikacje były w bardzo złym stanie i nie nadawały się do działań obronnych. Po I rozbiorze Polski władze austriackie poleciły rozbiórkę byłego systemu obronnego. Wcześniej jednak ruiny byłych umocnień służyły prawdopodobnie za źródło surowca budowlanego. Na austriackiej mapie wojskowej (tzw. mapie Miega) z lat 1779–1781 odnotowano istnienie 4 baszt na północnym odcinku muru, wobec czego pozostałe musiały zostać już wcześniej rozebrane. Plantowano wały i fosy, dzięki czemu powstawały nowe ulice: w latach 1784–1785 Wałowa (zwana wówczas Podwale), nieco później Targowa, Szeroka oraz Bernardyńska.
Po 1790 roku przystąpiono do planowego wyburzania nieprzydatnych ruin, które były hamulcem dla rozwoju miasta. Zlikwidowano wtedy część muru wewnętrznego, większość murów przedmurza oraz pozostałości baszt. Z przedmurza zachował się jedynie krótki fragment z zachowaną do dzisiejszych czasów basteją; mury wewnętrzne natomiast, pozostawiono w niektórych miejscach w swej pełnej wysokości. Przy murze wewnętrznym zachowały się jeszcze również dwie baszty. Pod koniec XVIII wieku pozostałości tarnowskich umocnień uwiecznione zostały przez Zygmunta Vogla. Przedstawił on na jednym z rysunków basztę z basteją oraz na drugim inną z istniejących ówcześnie bastei. Nierozebrane resztki fortyfikacji były zasłaniane bądź wchłaniane przez zabudowę. Na skutek parcelacji i sprzedaży terenów byłych umocnień w 1836 roku, przebieg rozbiórki i budowy nowych budynków w miejscu dawnych fortyfikacji znacząco przyśpieszył. Planowy proces wyburzania byłych murów obronnych zakończono na początku XIX wieku.

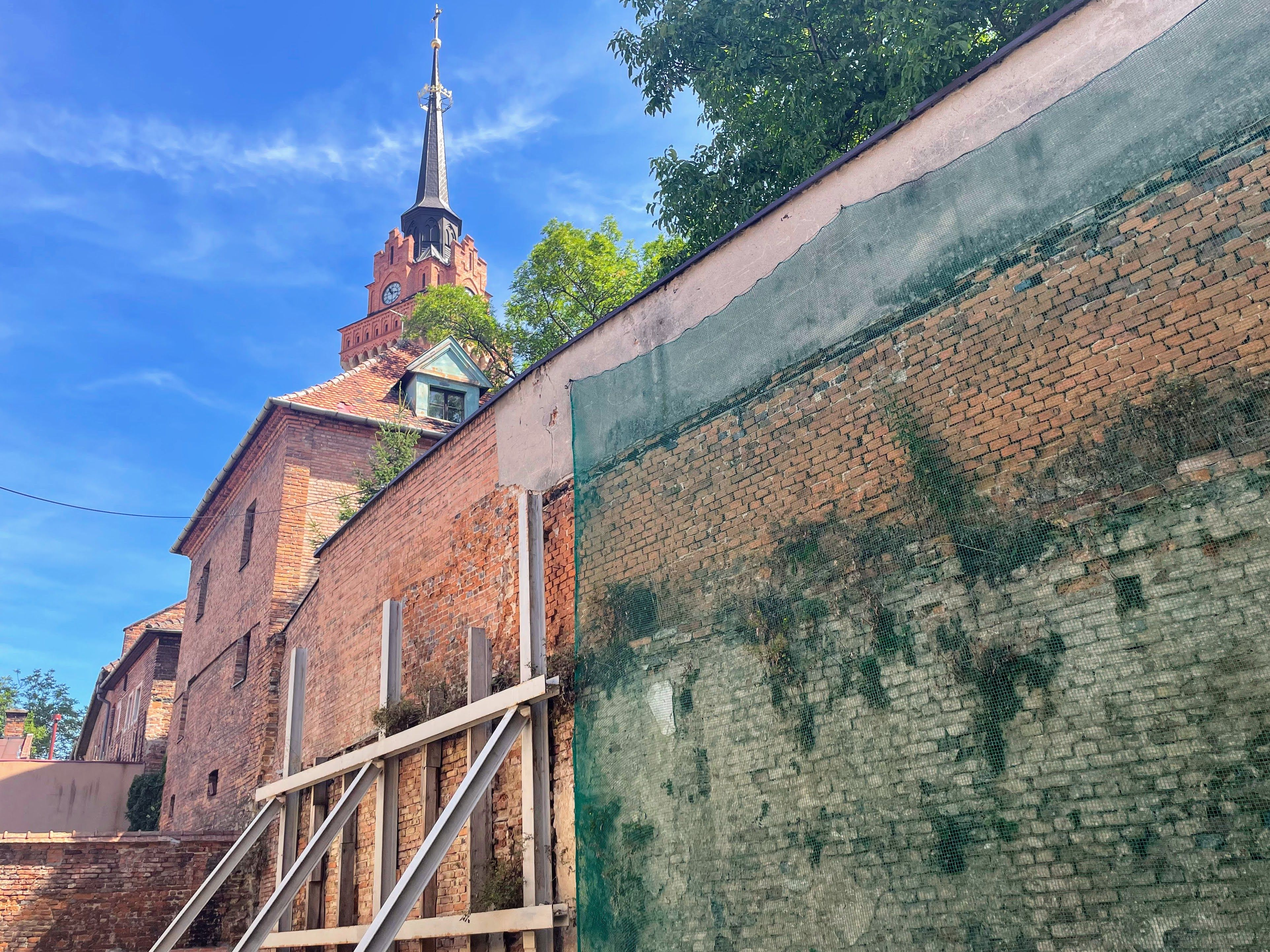
Zachowany mur za kamienicami przy ulicy Wałowej

Byłymi obwarowaniami miejskimi zainteresowano się ponownie na przełomie wieków XIX i XX w efekcie zainteresowania przeszłością miasta. Badacze zaczęli na nowo odkrywać wówczas ich historię, jednak nie przyniosło to wówczas naukowych efektów. Nowe światło na byłe fortyfikacje rzuciła dopiero wydana w 1911 roku druga monografia miasta. Mimo coraz większego zainteresowania byłymi obmurowaniami w okresie międzywojennym, nie podjęto przy nich żadnych prac. Zmiany nastąpiły podczas II wojny światowej, gdy zniszczenia żydowskiej zabudowy odsłoniły fragmenty murów, w ich północno-wschodniej części. Przy okazji prowadzonych prac ziemnych natrafiono wtedy także na fundamenty bramy Pilźnieńskiej. W czasie wojny rozebrano również jedną z zachowanych baszt, umiejscowioną przy ulicy Fortecznej, widoczną na fotografiach z okresu międzywojennego. Podczas wojny rozpoczęto pierwsze badania byłych murów obronnych, prowadzone przez Józefa Edwarda Dutkiewicza. Kontynuowane po jej zakończeniu, z wynikami opublikowanymi w latach 50. XX wieku, odgrywają dziś ważną rolę w postrzeganiu byłych fortyfikacji.
Po II wojnie światowej, zgodnie z koncepcją Dutkiewicza, wyeksponowano zachowane fragmenty murów. Stworzono również plan dalszego odsłaniania fragmentów dawnych umocnień, który miał być realizowany za pomocą wyburzeń innych budynków. Plan te częściowo zrealizowała krakowska Pracownia Konserwacji Zabytków w latach 60. XX wieku. Odsłonięte fragmenty murów zostały odnowione, zrobiono to w latach 1954–1969 w rejonach ulic Żydowskiej, Wąskiej, Bernardyńskiej, Basztowej oraz Brama Pilźnieńska.

### Stan obecny

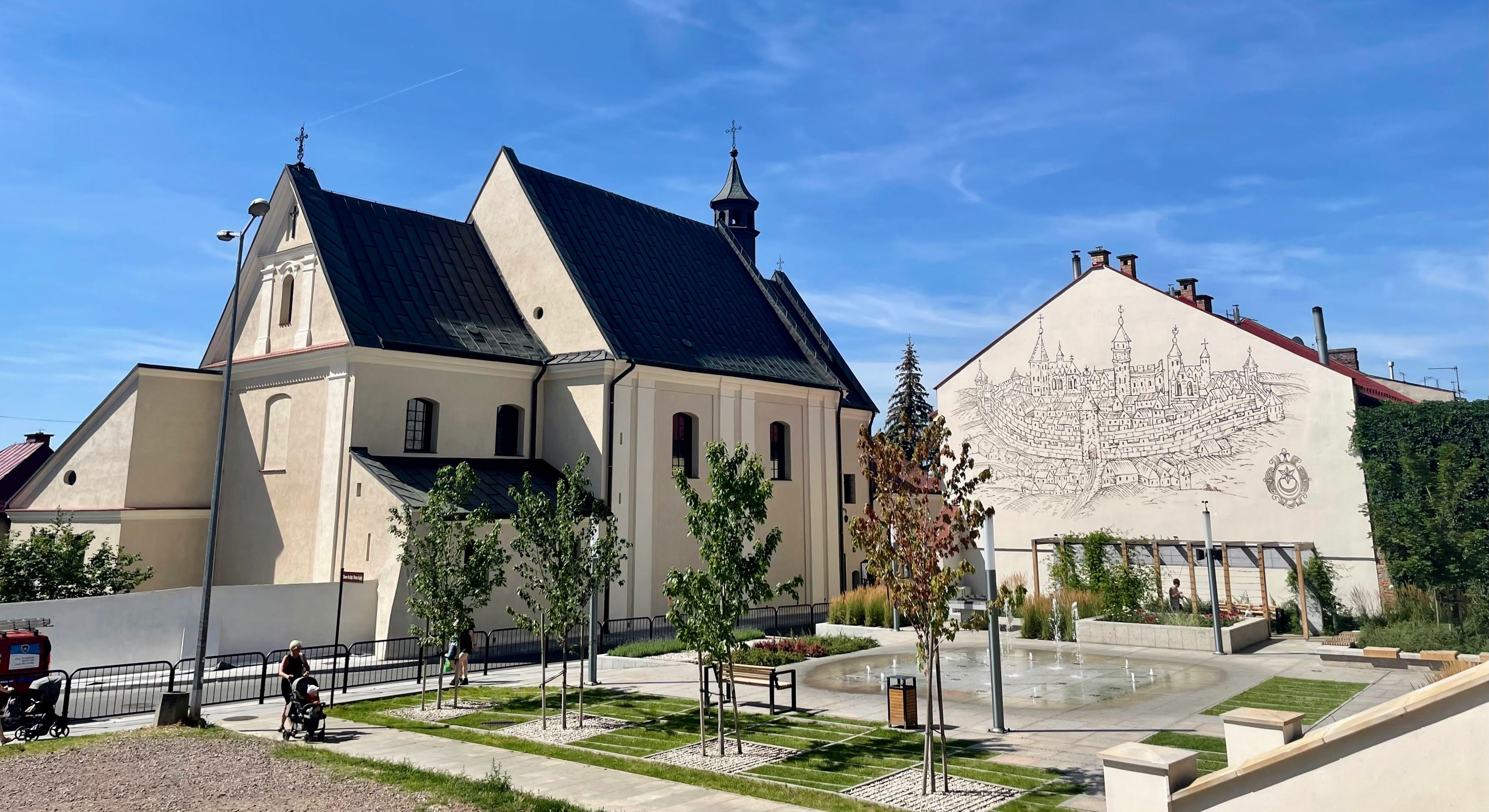
Widok na skwer przy Małych Schodach; mural na kamienicy przedstawia Tarnów z 1644 z widocznymi miejskimi fortyfikacjami

Do dzisiejszych czasów pozostałości tarnowskich fortyfikacji zachowane są na długości około 400 metrów przy ulicach Wałowej, Targowej, Szerokiej, Bernardyńskiej, Fortecznej oraz Brama Pilźnieńska. Wzdłuż zachowanych elementów umocnień w 2011 roku wytyczono miejski szlak turystyczny „Średniowieczne mury Tarnowa”.
W 2011 roku z wykorzystaniem dofinansowania uzyskanego z Małopolskiego Regionalnego Programu Operacyjnego zrewitalizowano pozostałości murów znajdujące się ulicach Fortecznej, Taras, Brama Pilzneńska oraz Szerokiej. Zakres prac objął uzupełnienia ubytków, wzmocnienie spoin i struktury cegieł, założenie nowego pokrycia z dachówki wielkoformatowej, a także oczyszczenie murów. Wykonano również ich izolację oraz na całej długości założono iluminacje świetlne.
W kwietniu 2015 roku zespół tarnowskich fortyfikacji miejskich został wpisany do rejestru zabytków województwa małopolskiego pod numerem A-1413/M.
W latach 2017–2018 odnowiony został zachowany fragment murów z furtą zwaną Małymi Schodami znajdującą się przy ulicy Bernardyńskiej. Przy odnowionych murach w latach 2019–2020 zorganizowano również skwer z fontanną, natomiast na budynku sąsiadującym ze skwerem powstał mural przedstawiający widok Tarnowa z umocnieniami z 1644 roku. Podczas ówczesnych prac po raz pierwszy w południowej części obwodu obronnego odnaleziono resztki byłego wału obronnego oraz przedmurza.

## Architektura

### Mury miejskie

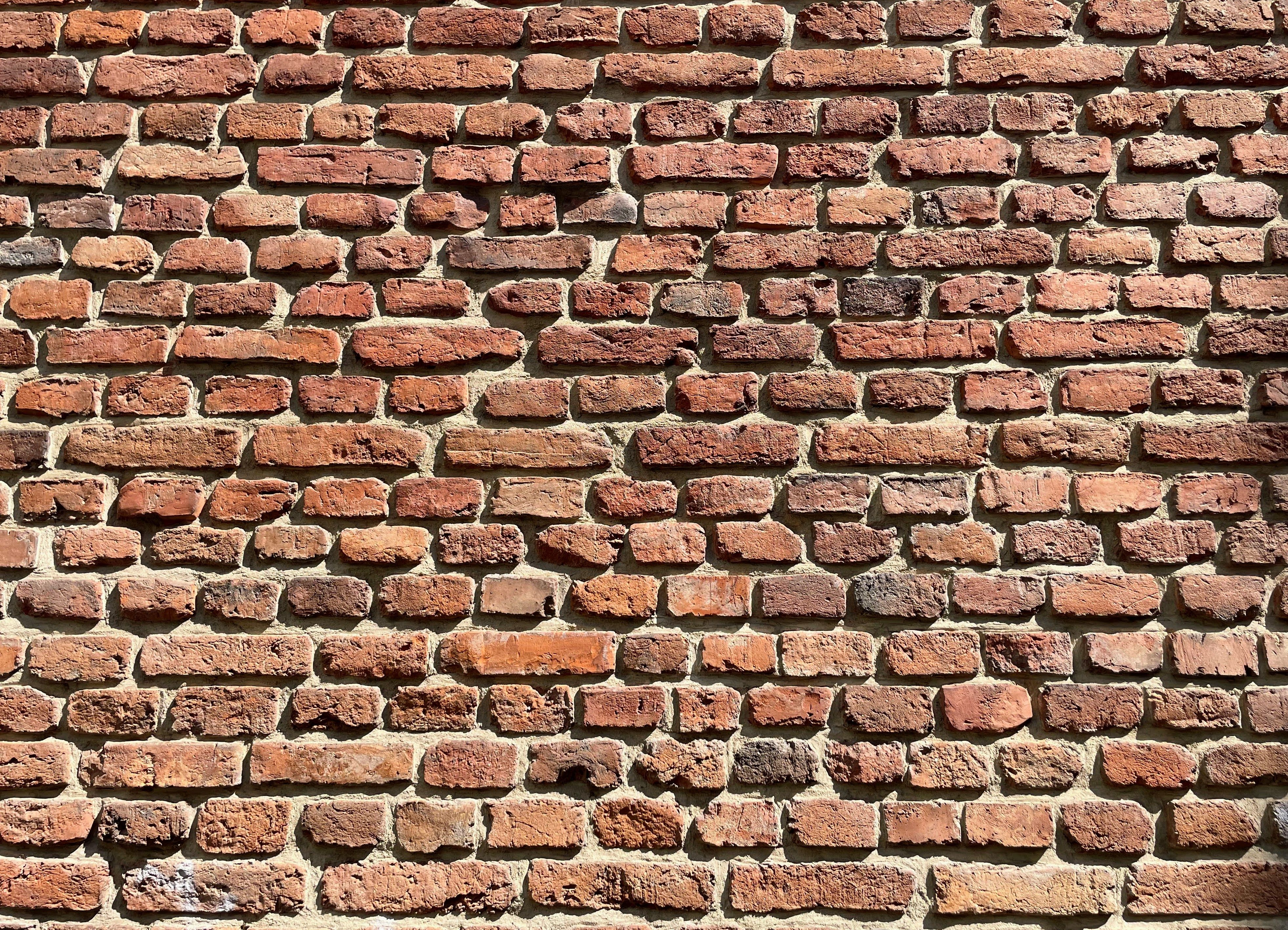
Zachowany fragment XV-wiecznego lica muru obronnego

Tarnowskie mury miejskie wzniesiono na planie nieregularnego owalu, tworzącego obręb dopasowany do kształtu wzgórza miejskiego. Owal murów miejskich, wydłużony w osi wschód-zachód, obejmował swoim obszarem prawdopodobnie powierzchnię całego pierwotnego miasta o wielkości ok. 6 hektarów. Długość linii murów wynosiła około 900 metrów.
Mury zbudowano z cegły ułożonej w wątku polskim oraz częściowo, w dolnej części, z kamienia łamanego i polnego. Wzniesiono je w formie muru kurtynowego o szerokości wahającej się od 1,5 metra do przekraczającej w niektórych miejscach 2 metry. Jednym miejscem, gdzie współcześnie można odczytać pierwotną grubość murów, jest fragment znajdujący się przy ul. Brama Pilźnieńska 4, o grubości 1,48 metra.
Pierwotna wysokość muru nie jest dziś znana, przypuszczalnie nie był niższy niż 3–4 metry, miejscowo sięgając 6 metrów bądź jeszcze wyżej. Niedookreślony jest również wygląd korony muru, być może na szczycie budowli znajdował się krenelaż oraz ganek dla straży, poszerzony przypuszczalnie drewnianym pomostem. Mury zwieńczono później, prawdopodobnie w XVI wieku, kiedy je przebudowano i nakryto daszkiem.
Przedmurze, zbudowane w XVI wieku, skonstruowane było w dolnych partiach z kamienia, a w górnych z cegły. Było ono niższe od muru wewnętrznego, umiejscowione na krawędzi wału obronnego, swoją ścianą pochylone do wewnątrz, aby amortyzować siłę uderzenia pocisków i kul armatnich.
Współcześnie część fragmentów murów znajduje się w strukturze kamienic i często stanowi ich tylne ściany, natomiast mur zachowany od strony południowej, w rejonie Rynku, pełni również funkcję muru oporowego.

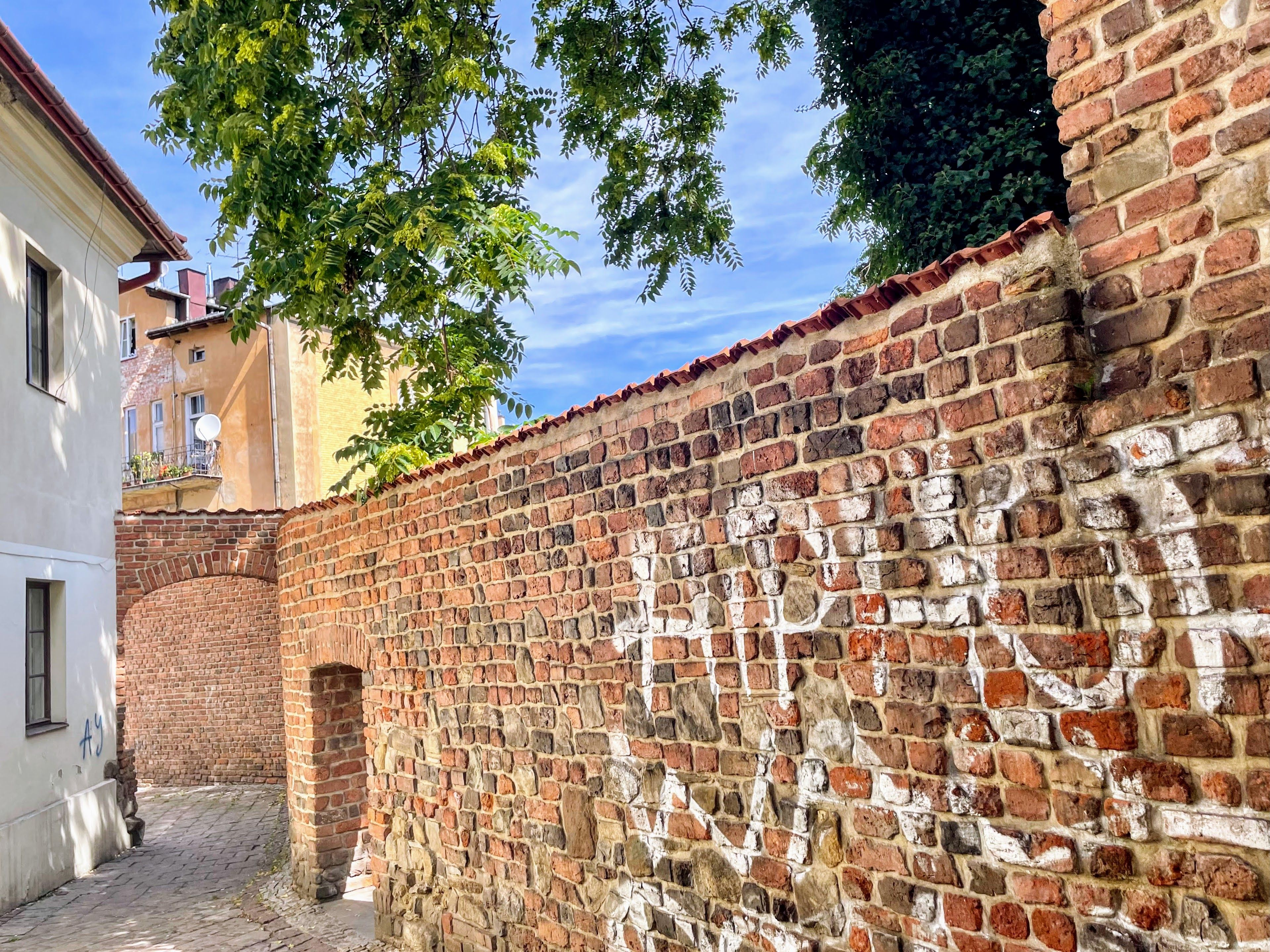
Fragment murów miejskich przy ulicy Fortecznej

### Obiekty położone wzdłuż murów

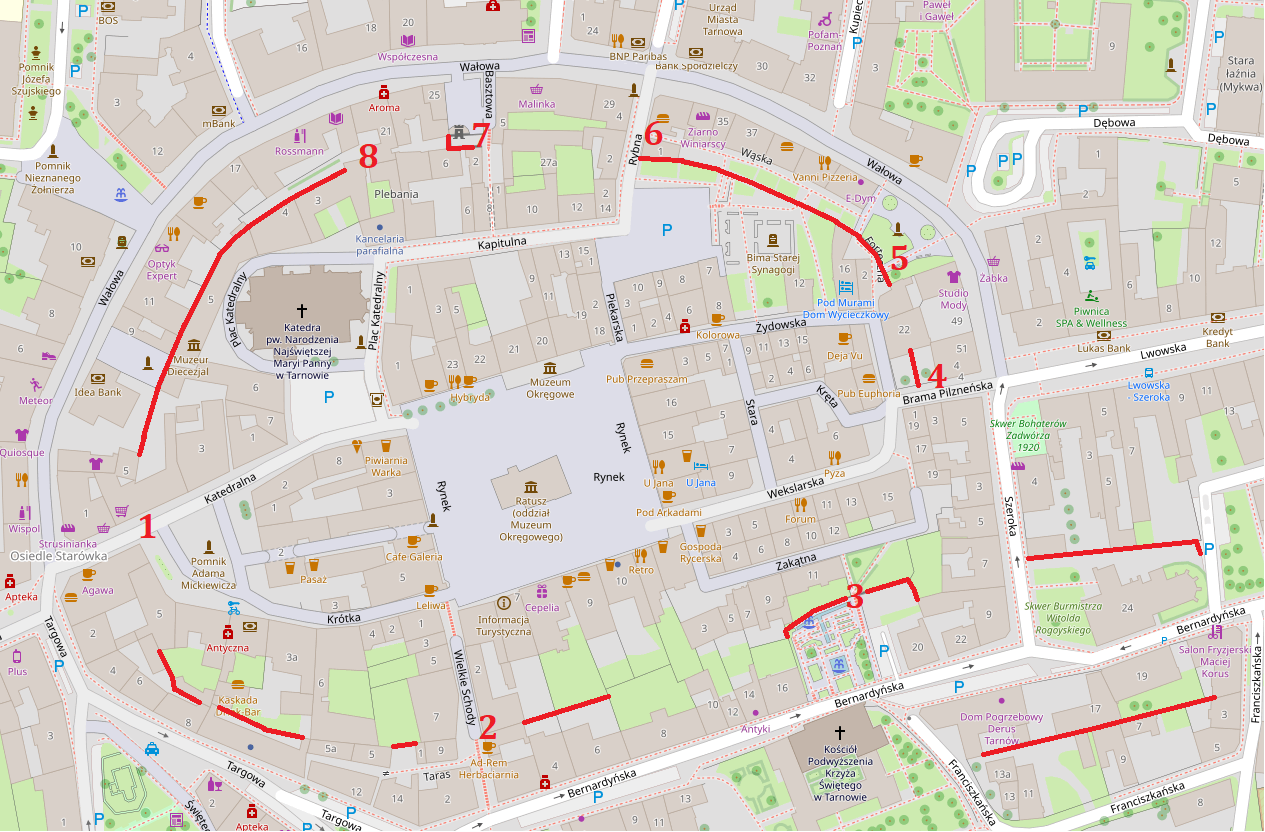
Mapa przedstawiająca umiejscowienie obiektów zespołu fortyfikacji miejskich Tarnowa.

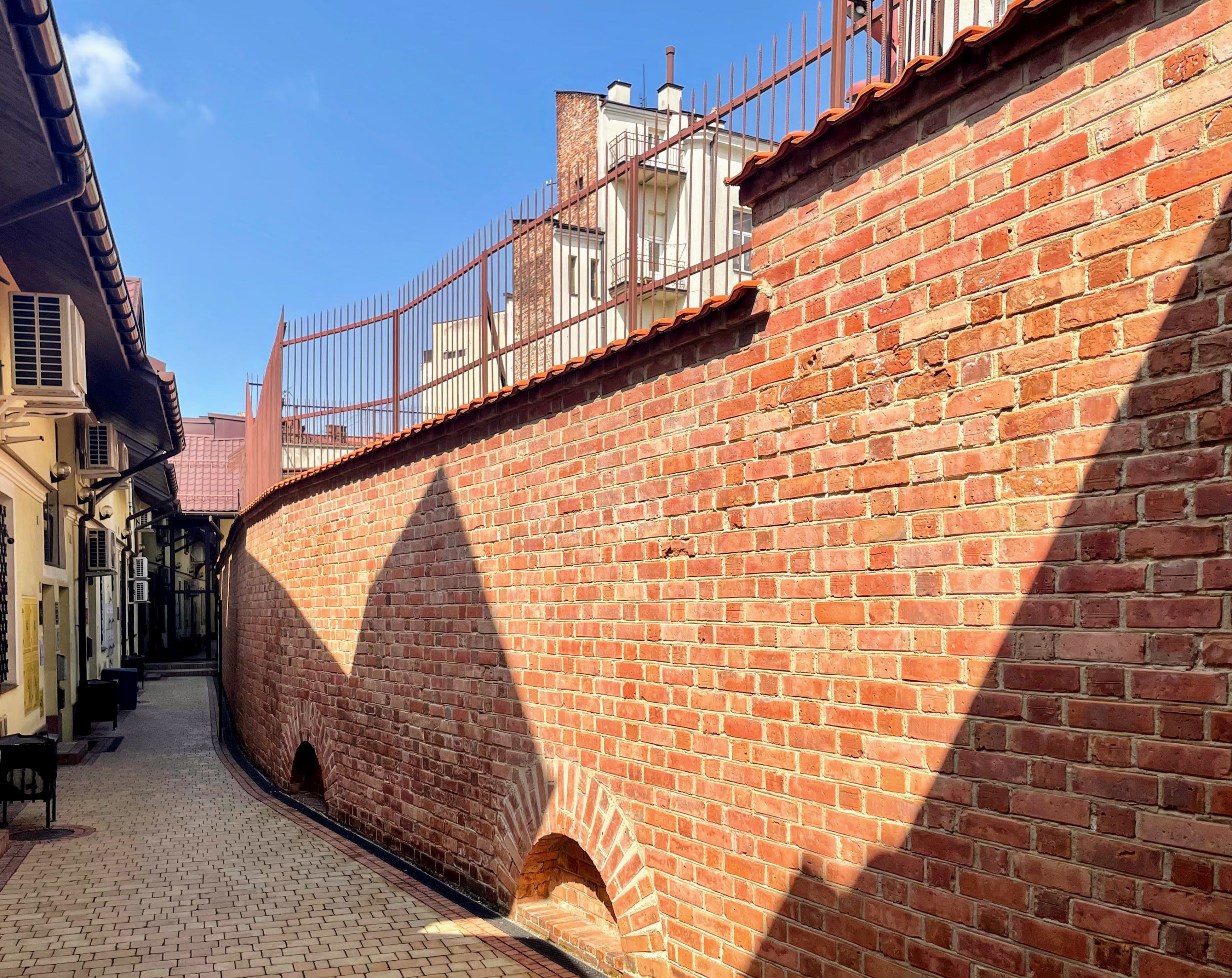
Fragment muru w podwórzu kamienicy przy ul. Targowej 10

Wzdłuż murów miejskich w Tarnowie znajdowało się kilkadziesiąt obiektów architektonicznych, w tym 2 bramy główne, około 10 furt oraz 9 lub 10 baszt i bastei. Współcześnie znane jest umiejscowienie następujących budowli:
- Brama Krakowska[2]
- Brama Pilzneńska[2]
- Furta u wylotu ul. Wielkie Schody[2] (zwana również „bramą mniejszą od strony szpitala”[7])
- Furta u wylotu ul. Rybnej[2] (znana także jako brama o nazwie „Staromensis”[7])
- Furta przy ul. Fortecznej[7]
- Furta u wylotu ul. Małe Schody[11]
- Furta w dzisiejszej ul. Basztowej[11]
- Furta od ul. Wąskiej[11]
- Furta Św. Anny[5]
- Baszta Książęca[22] (znana również jako baszta przy probostwie[4])
- Basteja z 1 poł. XVI w. (lokalnie zwana półbasztą[15])
- Baszta przy ul. Fortecznej[7]

#### Baszty i basteje
Nie wiadomo, czy w początkowym okresie mur był wzmacniany przez baszty; niektóre źródła stwierdzają, że istniały, ale nieznane jest ich umiejscowienie i ilość. Inne twierdzą natomiast, że baszty prawdopodobnie nie istniały, gdyż brakuje wzmianek źródłowych oraz ich śladów.
Prawdopodobne jest, że baszta zwana „Książęcą”, znajdująca się po północnej stronie systemu umocnień przy ul. Kapitulnej 2, pochodzi z XIV wieku. Budowla ta ma u dołu kształt prostokątny, wyżej przechodzący w nieregularny walec. Jej wysokość miała sięgać pierwotnie trzech nadziemnych kondygnacji, a grubość murów w dolnych partiach dochodzić do 1,8 metra. W wyniku zaadaptowania do celów mieszkalnych jest współcześnie częścią budynku służącego za siedzibę biskupów pomocniczych diecezji tarnowskiej.
Ślady innych, również przypuszczalnie XIV-wiecznych baszt odnaleziono jeszcze w rejonach posesji przy ul. Wałowej 23 i 37, pl. Katedralny 6 oraz u wylotu ul. Fortecznej. W miejscu po baszcie przy ul. Fortecznej widoczne jest zaokrąglenie linii muru, a sama budowla została rozebrana w latach 1941–1942.
Istnienie baszt w ramach tarnowskich obwarowań zostało udokumentowane w XVI wieku, w czasie modernizacji systemu obronnego. Wzmacniały one głównie mur zewnętrzny, choć istniała przynajmniej jedna ulokowana przy fortyfikacjach wewnętrznych. Jedna z XVI-wiecznych budowli obronnych (zwana lokalnie półbasztą) zachowana jest w zaułku Spycimira Leliwity u zbiegu ulic Wałowej oraz Basztowej i przedstawia sobą przykład bastei. Grubość jej murów sięga u podstawy 1 metra, przy czym zmniejsza się przy następnych kondygnacjach. Budynek ma ściany lekko nachylone do wewnątrz, z umiejscowionymi w nich wachlarzowo strzelnicami. Nakryty jest stożkowym dachem.

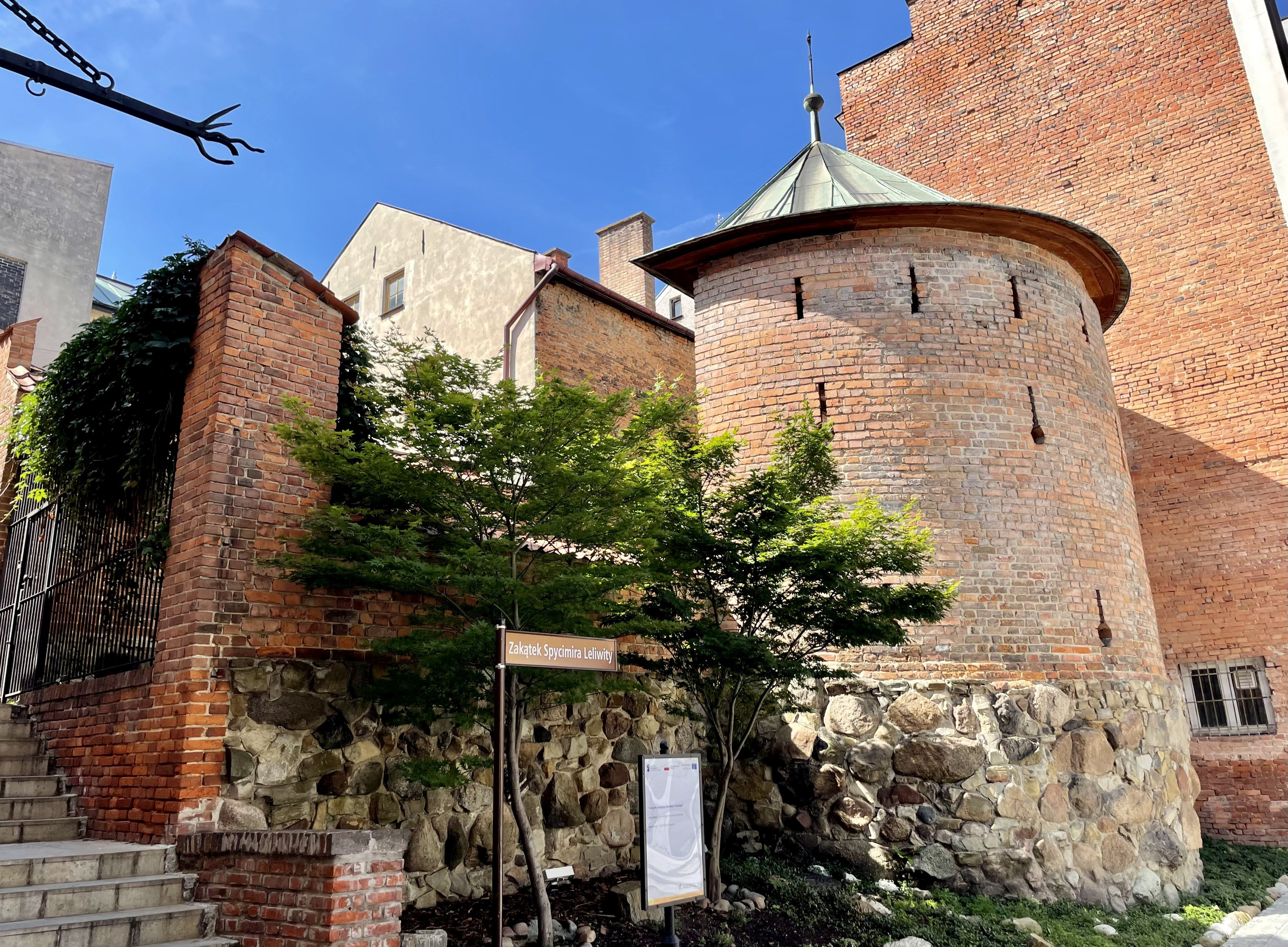
Fragment murów przedmurza z XVI-wieczną basteją
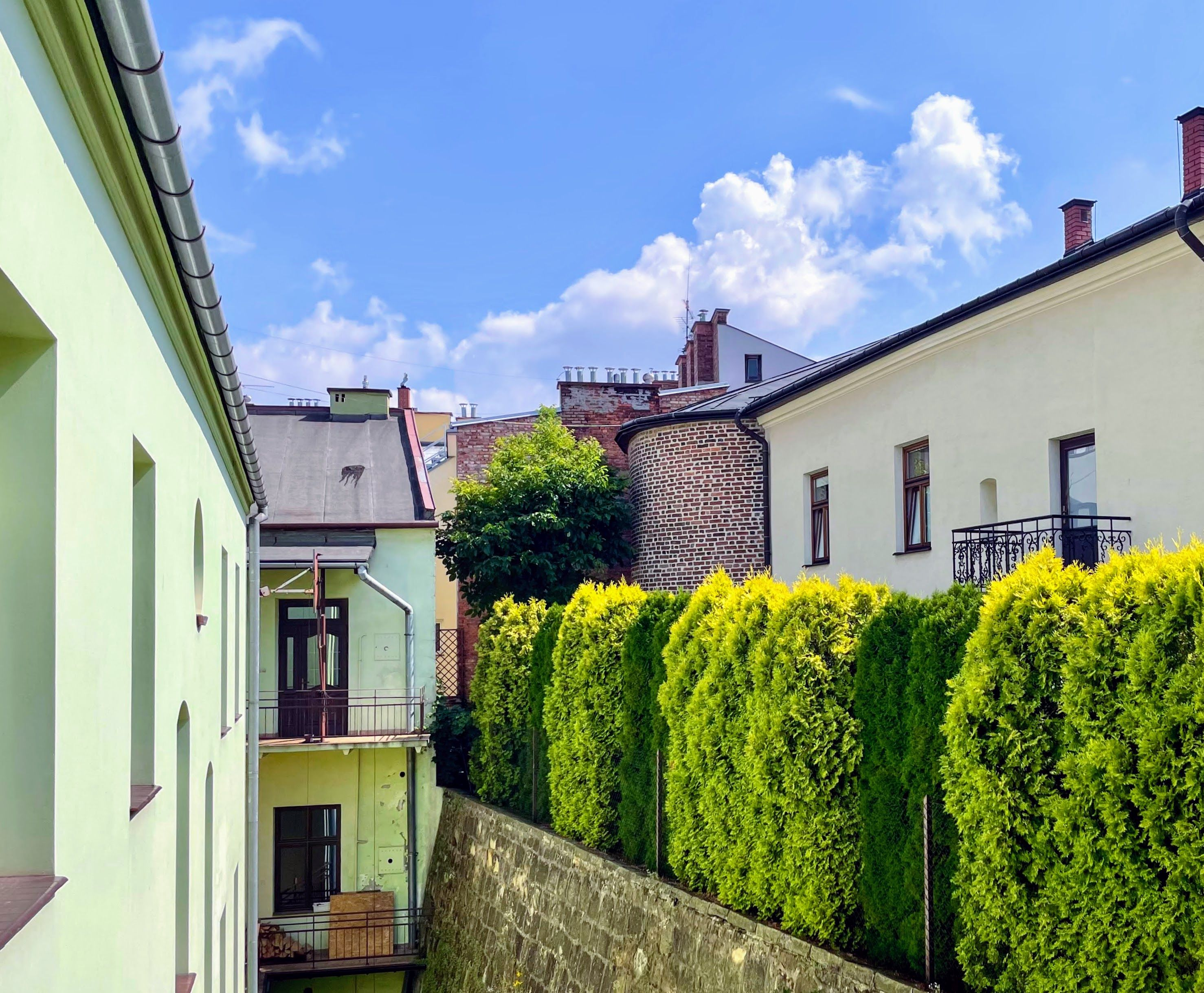
Widok na basztę „Książęcą” z podwórza kamienicy przy ul. Wałowej 19
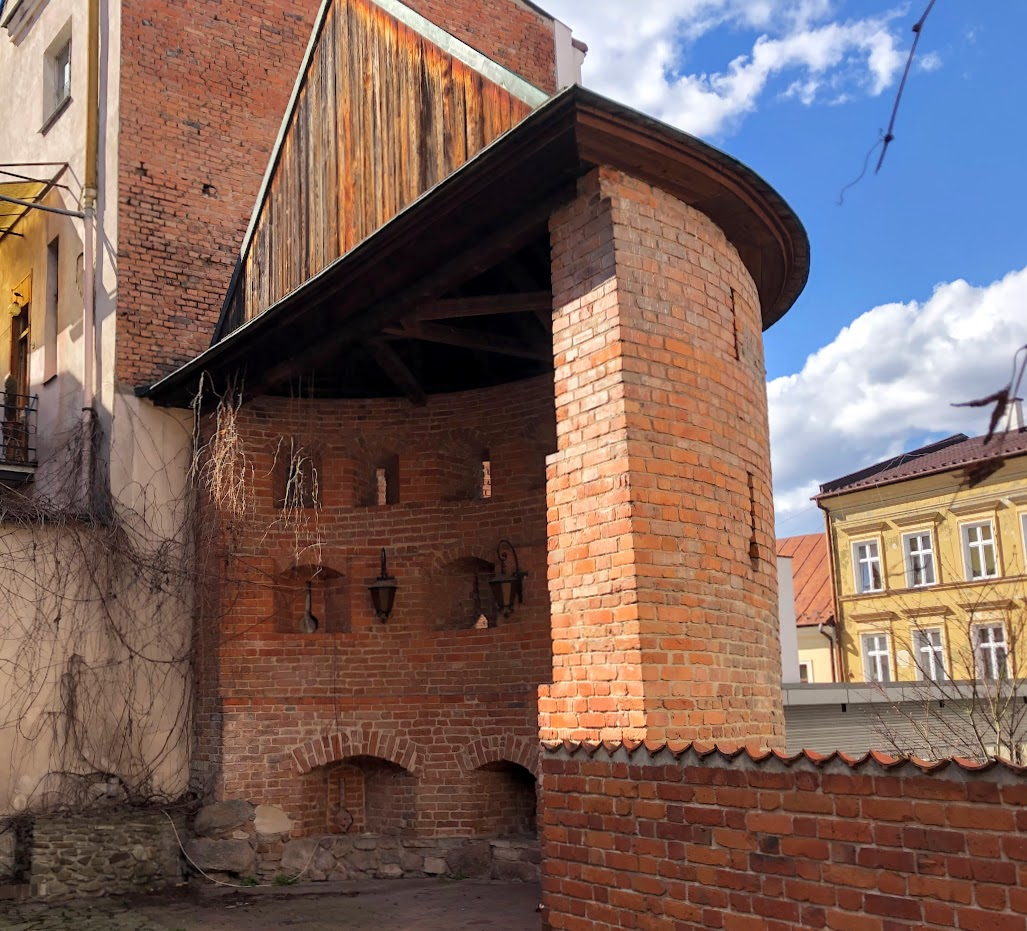
Wnętrze XVI-wiecznej bastei
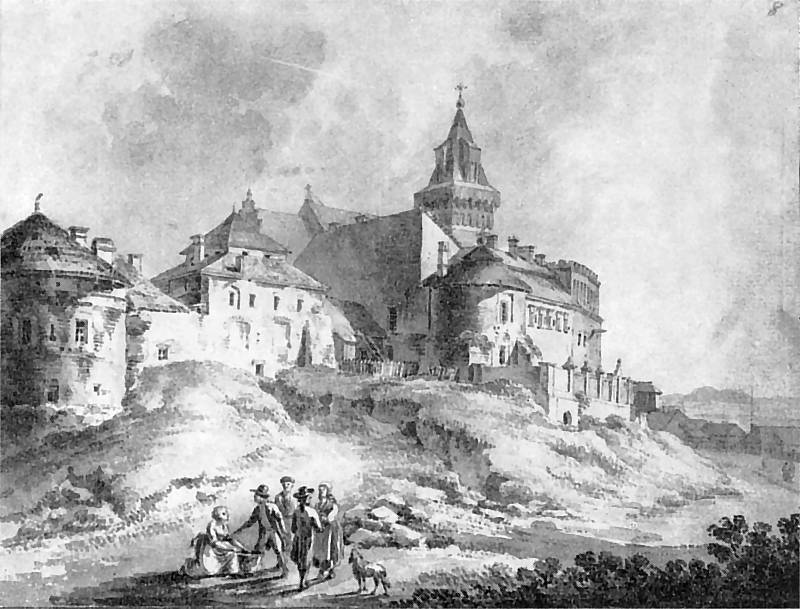
Resztki murów od strony ul. Wałowej w 1800 r. wg Vogla z widoczną basteją i basztą Książęcą
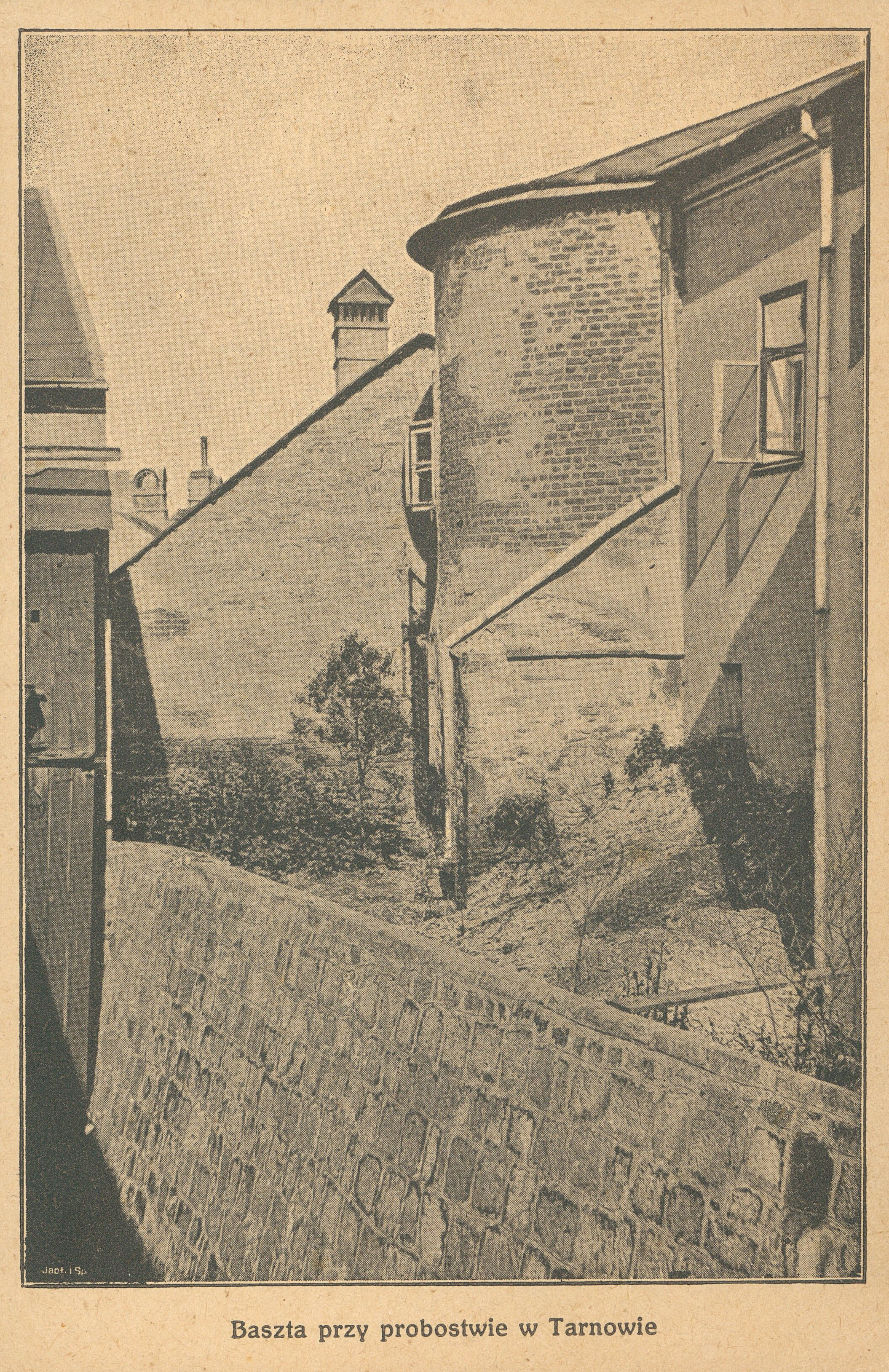
Baszta zwana Książęca w I poł. XX wieku

#### Bramy i furty miejskie

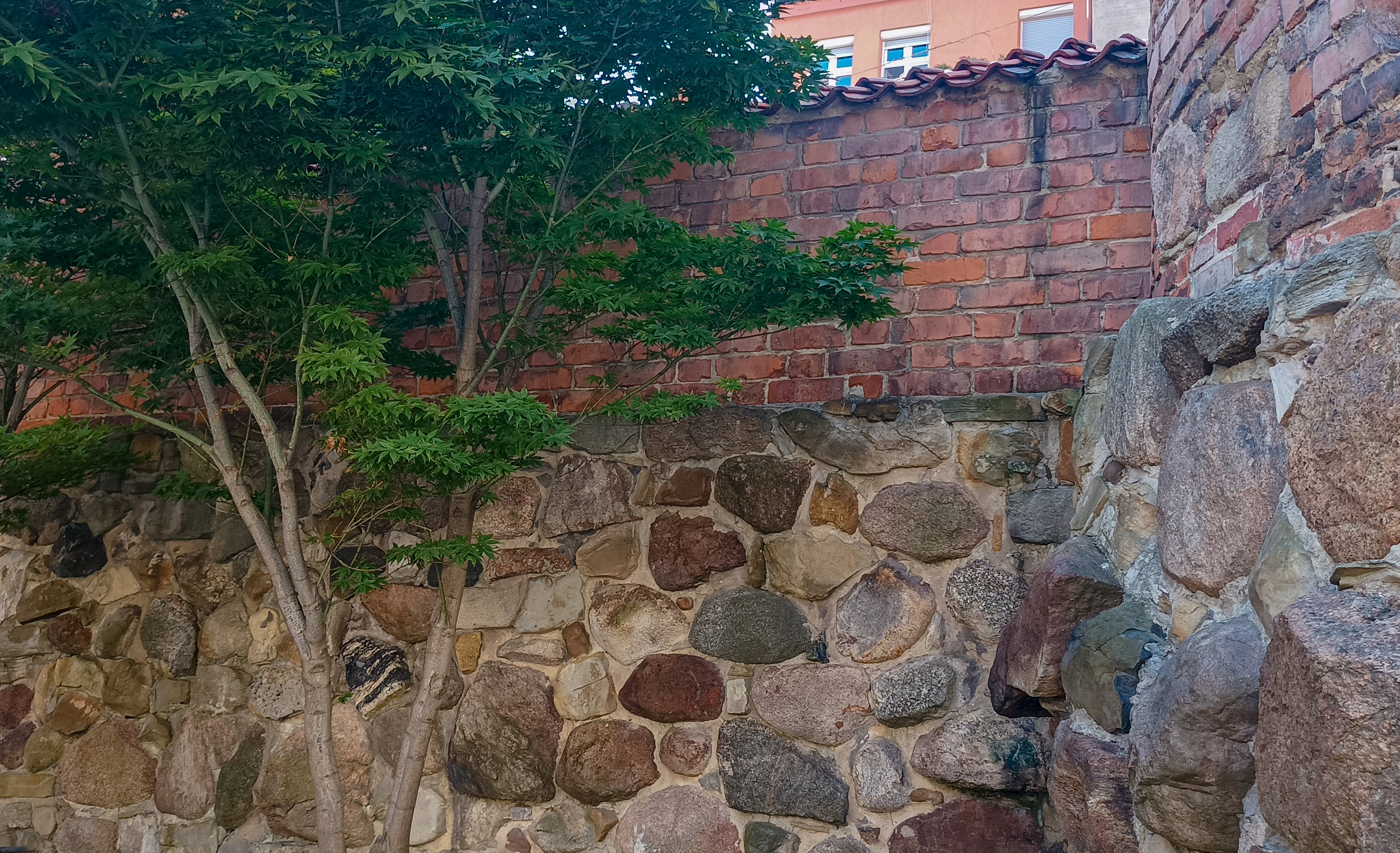
Zachowany fragment muru przedmurza (łac. antemurale)

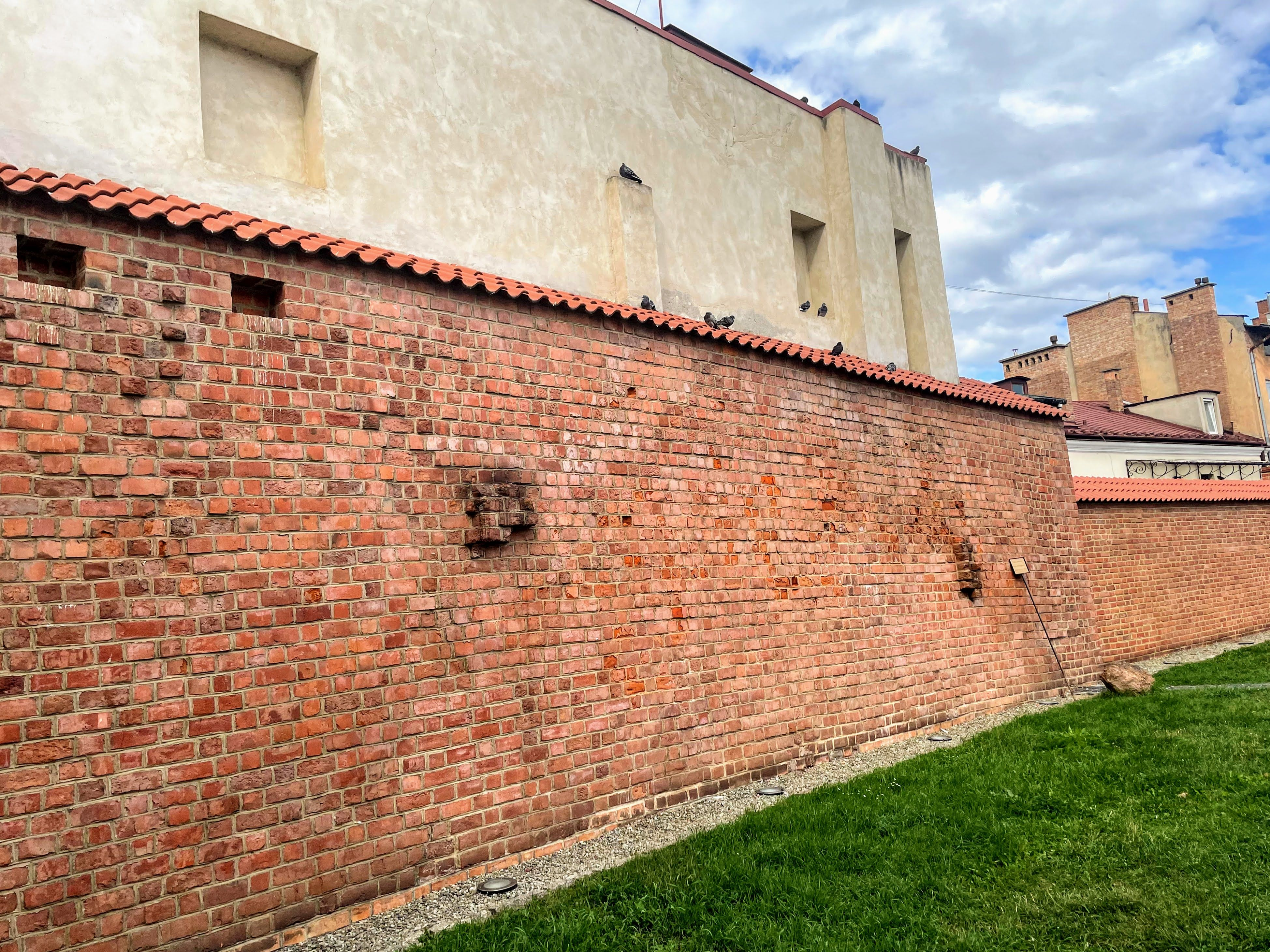
Fragment muru miejskiego przy ul. Rybnej w Tarnowie

W tarnowskich murach obronnych istniały dwie główne bramy miejskie: Krakowska oraz Pilzneńska. Budowle te były pierwotne, a bramę Pilzneńską zbudowano wespół z murami obronnymi. Bramy umiejscowione były w przelotowych, wybudowanych na planie prostokąta, wieżach lub basztach wysuniętych przed ścianę murów obronnych. Przy obu wieżach bramnych zbiegały się ulice wychodzące z południowych i północnych pierzei Rynku. Na podstawie zapisów pochodzących z XVIII wieku wiadomo, że bramy, przypuszczalnie od średniowiecza, dysponowały potrójnymi wrotami, w tym jednymi zwodzonymi, a także bocznymi furtami dla pieszych. Wiadomo również, że przez bramę Pilźnieńską usuwano poza obwód murów spływające głównym rynsztokiem miejskie ścieki.
Brama Krakowska położona była po zachodniej stronie systemu fortyfikacji, znajdowała się przy zbiegu ulic Katedralnej z Targową, natomiast bramę Pilzneńską umiejscowiono po wschodniej stronie systemu obmurowań, w połowie współczesnej ul. Brama Pilźnieńska.
W XVI wieku, w czasie modernizacji miejskich fortyfikacji, obie bramy znacząco rozbudowano; w budowlach pojawiły się m.in. przedbramia, odnotowane zostały także wydatki na budowę hostigiów. Jeden z badaczy dawnego Tarnowa, Józef Edward Dutkiewicz, przypuszczał również, iż wieże bramne zyskały także attykowe nadbudowy. Obie bramy widoczne były jeszcze na planach przygotowanych dla armii austriackiej w latach 1779–1783, ale wiadomo, iż brama Krakowska nie występowała już na ilustracjach Vogla z 1800 roku (w jej miejscu widoczny jest stos kamieni, który mógł być pozostałością po rozbiórce budowli).
Oprócz dwóch bram głównych, miasto posiadało także tzw. bramy mniejsze: jedną, znajdującą się u wylotu ob. ulicy Wielkie Schody, zwaną „bramą mniejszą od strony szpitala”, a także drugą, umiejscowioną w rejonie ulic Rybnej i Wąskiej, o nazwie „Staromensis”.
Istnienie bramy przy Wielkich Schodach potwierdza zapis w księdze miejskiej z XVI wieku; wymieniana była również w lustracji z 1732 roku oraz widoczna jest na grafice drzewa genealogicznego rodu Tarnowskich z XVII wieku. Usytuowana była po południowej stronie zespołu umocnień. Wiodła z niej droga na Węgry oraz do zamku tarnowskiego, a sama brama przypuszczalnie była tylko przejściem dla pieszych, choć pojawiają się również wzmianki temu przeczące, ze względu na fakt wydania w 1567 roku przez Konstantego Ostrogskiego nakazu wybrukowania drogi łączącej miasto z zamkiem.
Z bramy północnej, położonej w rejonie ulic Rybnej i Wąskiej nie zachowały się żadne ślady. Wiadomo, że odchodziła z niej droga do Dąbrowy oraz w stronę Wisły.
W systemie obronnym miasta istniały również furty miejskie mające ułatwiać komunikację pomiędzy bramami, jednak ich umiejscowienie i dokładna liczba nie jest znana: prawdopodobne było ich około dziesięciu, ale pojawiały się także informacje o nawet 15 furtach. Współcześnie znane są lokalizacje furt przy ul. Fortecznej, u wylotu ul. Małe Schody (furta znajduje się po południowej stronie systemu fortyfikacji, w rejonie ulic Bernardyńskiej i Małe Schody), w dzisiejszej ul. Basztowej (umiejscowiona po północnej stronie umocnień, obok zachowanej XVI-wiecznej bastei), przy ul. Wąskiej (znajdowała się po południowej stronie obwarowań, niedaleko dawnej Synagogi) oraz furty Św. Anny (usytuowana była w południowo-zachodniej części umocnień, w rogu placu Kazimierza Wielkiego).

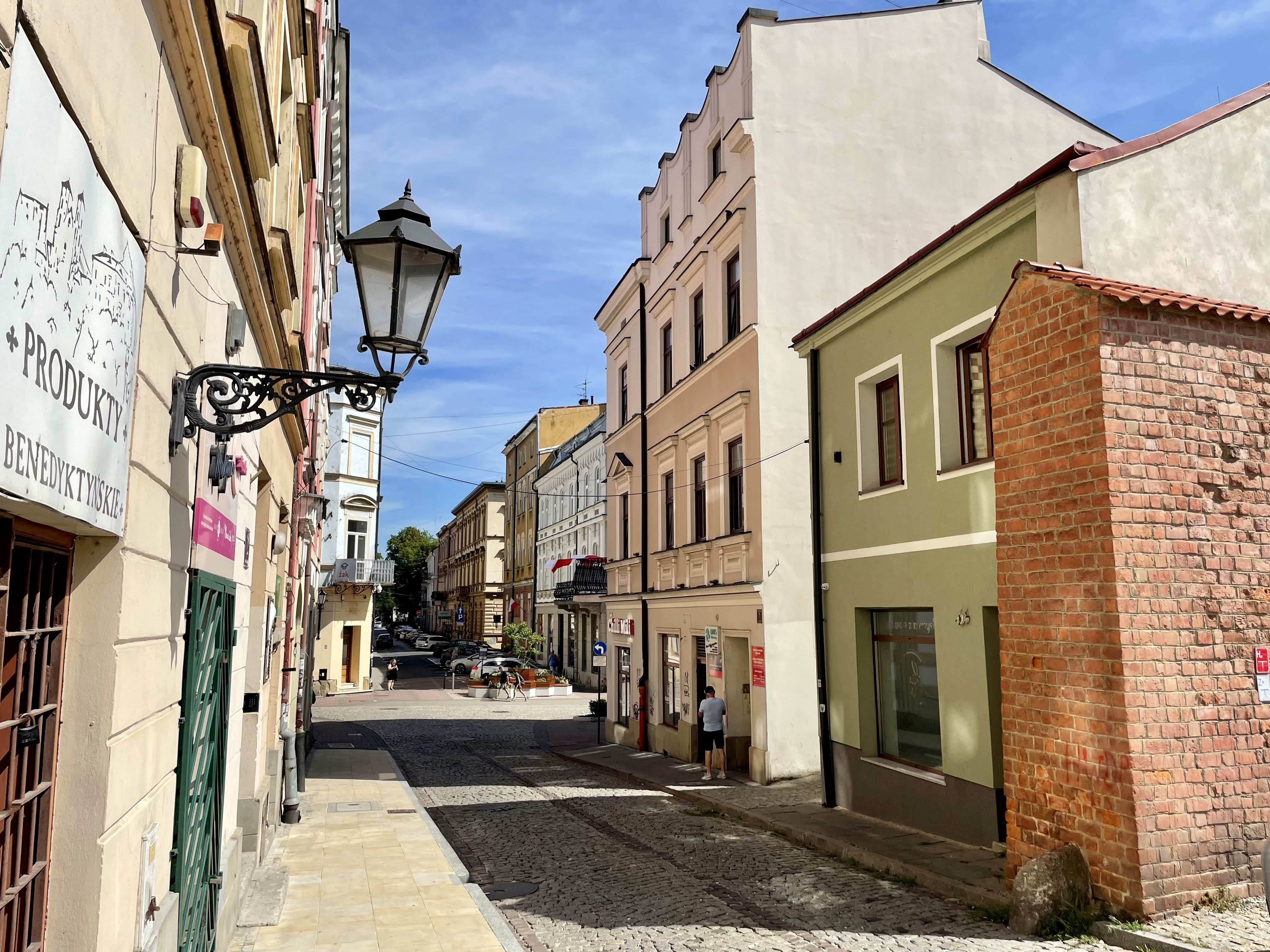
Miejsce, w którym przypuszczalnie znajdowała się północna brama mniejsza
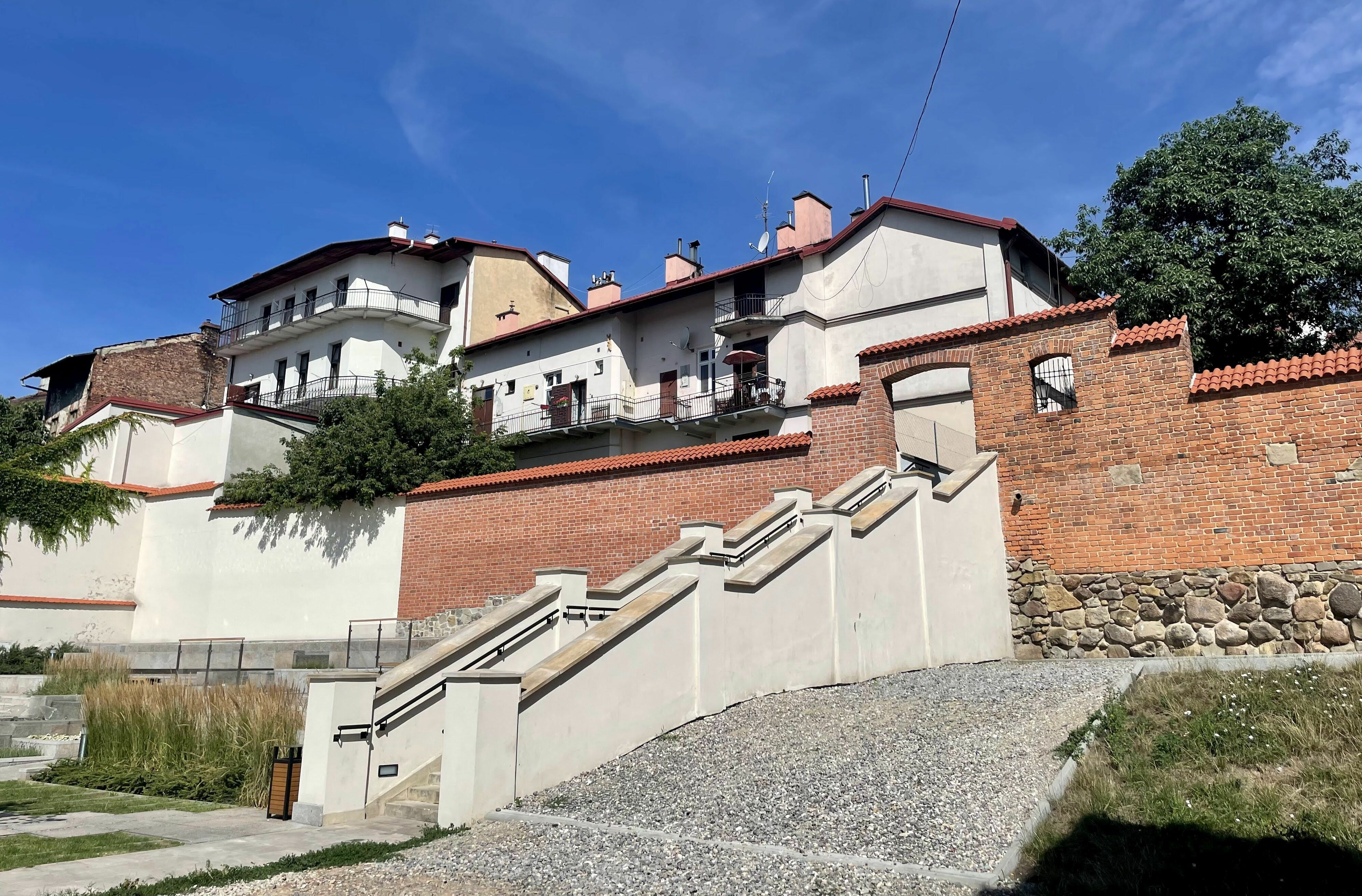
Fragment murów z furtą Małe Schody przy ul. Bernardyńskiej
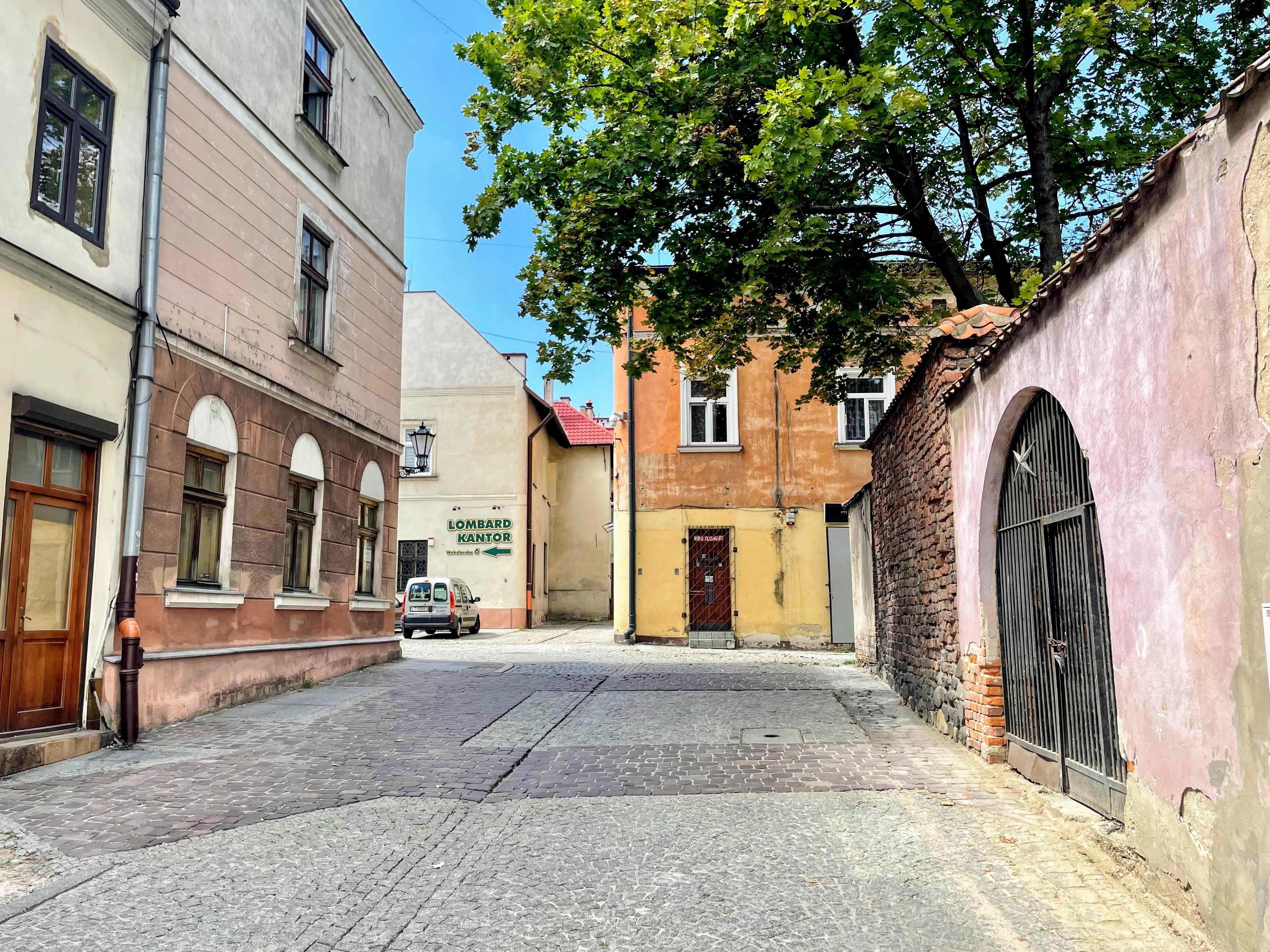
Miejsce, gdzie umiejscowiona była brama Pilzneńska. Zarys dawnej budowli utrwalono w bruku kostką ciemnej barwy.
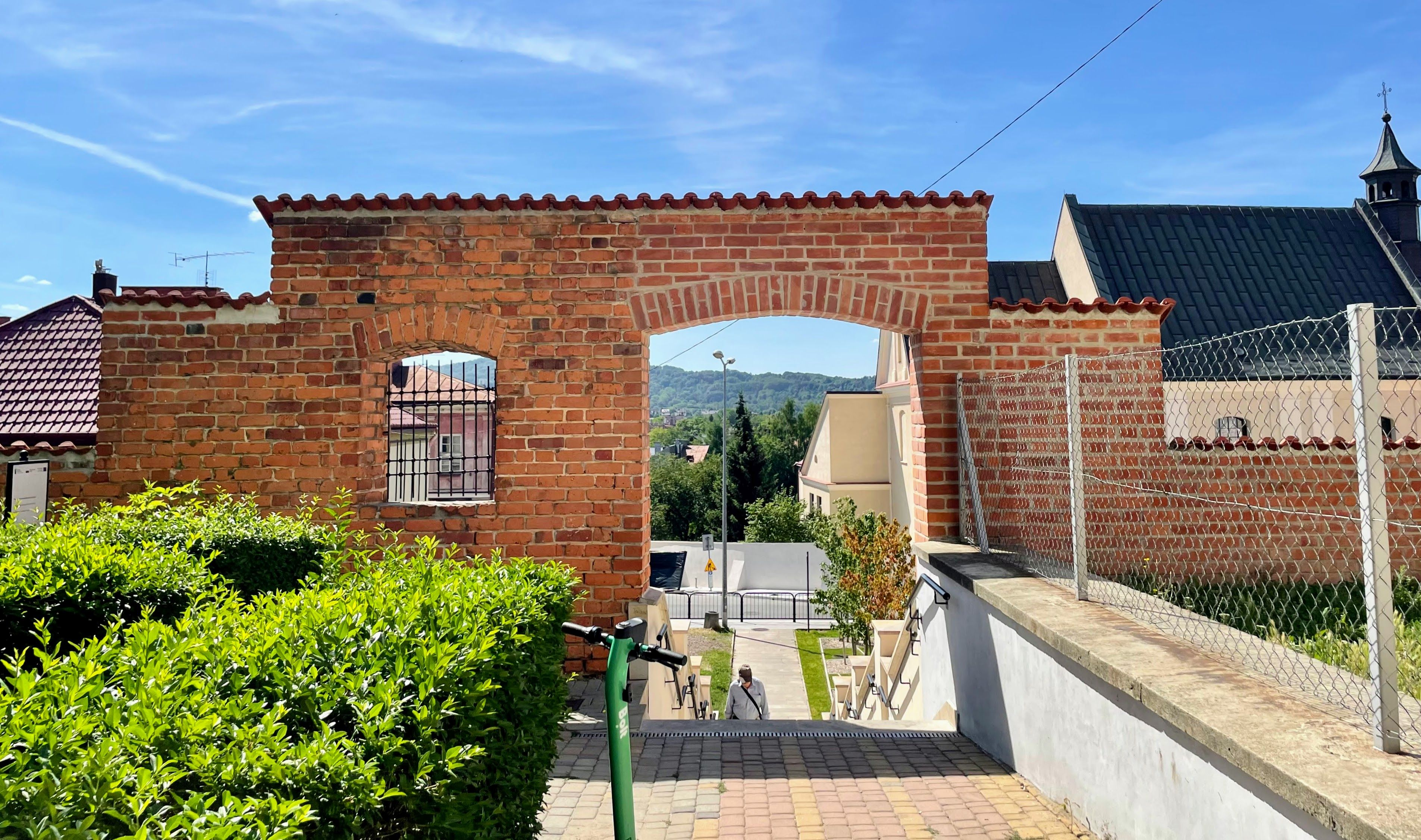
Widok od strony miasta na furtę przy Małych Schodach, wiodącą na południe
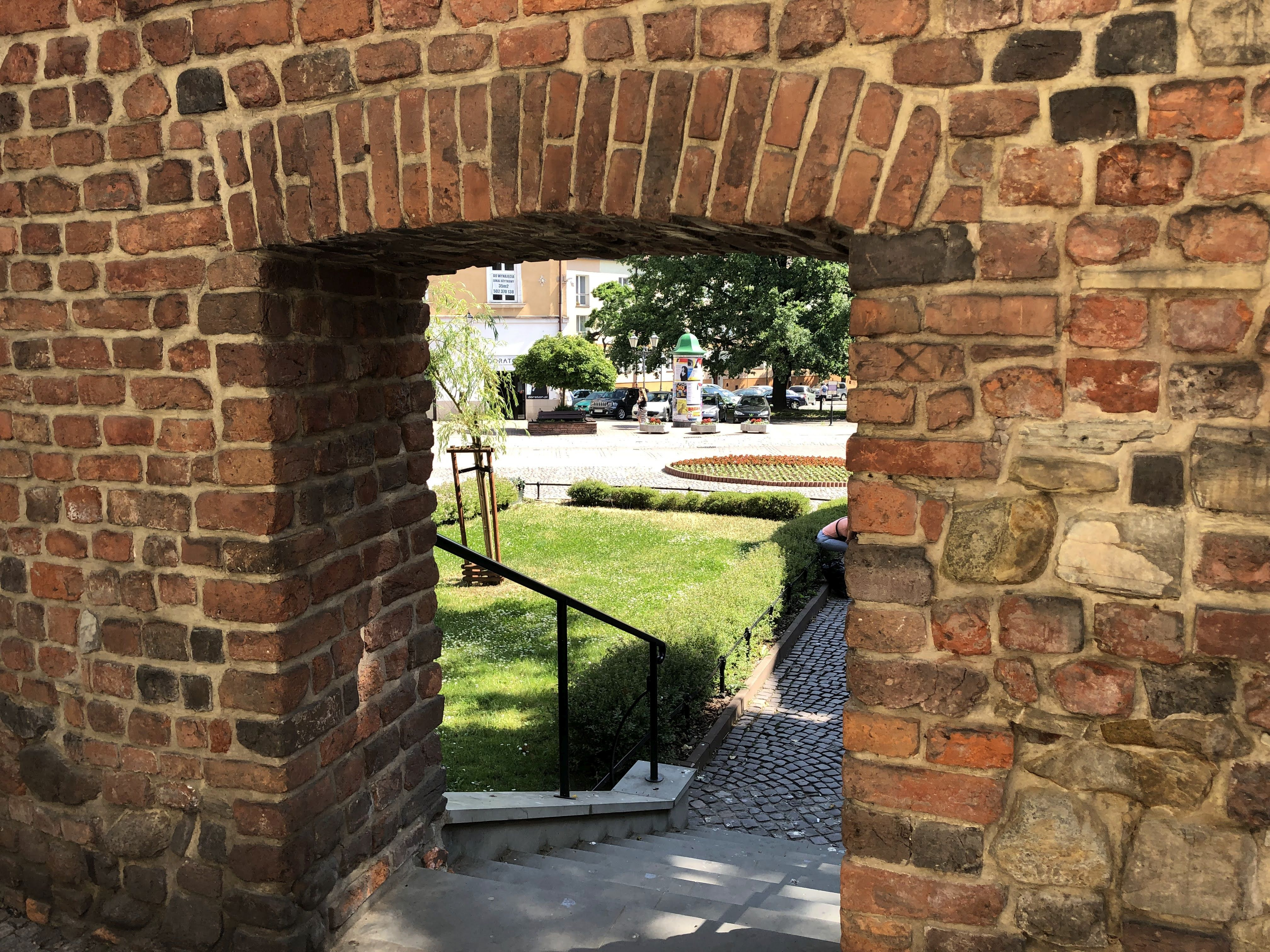
Zachowana furta w murze przy ul. Fortecznej